# Bardenas Reales
Le Bardenas Reales della Navarra (Nafarroako Errege Bardeak in basco) sono un sito naturale semidesertico di circa 42.000 ha che si estende nel sudest della Navarra (Spagna), in un punto equidistante tra i Pirenei ed il Sistema Iberico. I suoli sono di argille, gessi e arenarie; l'erosione dell'acqua e del vento vi ha creato forme sorprendenti tra cui risaltano i canyon, gli altopiani di struttura tabulare e le alture solitarie, chiamate cabezos. Nelle Bardenas non vi sono nuclei urbani, la vegetazione è molto scarsa e i molteplici corsi d'acqua che attraversano il territorio hanno una portata decisamente irregolare, rimanendo secchi per la maggior parte dell'anno.
Antico possedimento reale, non fanno parte del territorio di nessun comune e sono proprietà della Comunidad Foral de Navarra. Ventidue tra comuni ed enti (i congozantes) formano la Comunità di Bardenas Reales, un ente pubblico incaricato dello sfruttamento del sito.
Dal 1999 la maggior parte delle Bardenas Reales è protetta mediante un parco naturale di 39.274 h. In precedenza, nel 1986, erano stati dichiarati riserva naturale due siti delle Bardenas, il Rincón del Bú e la Caídas de la Negra. Dal 7 novembre del 2000 l'insieme fu dichiarato riserva della biosfera.

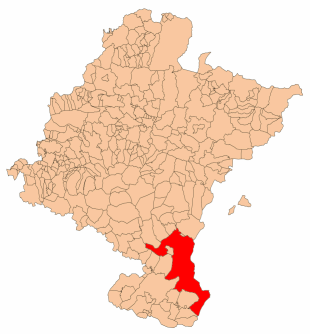
Posizione delle Bardenas Reales in Navarra.

## Descrizione
Le Bardenas Reales si situano nella zona sudorientale della Navarra, sul confine con l'Aragona, nella zona media della depressione della valle dell'Ebro, ai piedi della sierra del Yugo e della comarca saragozzana delle Cinco Villas. Hanno  un'estensione di 45 km da nord a sud e 24 km da est a ovest ed un'altitudine compresa tra i 280 e i 659 m sul livello del mare. La superficie è di 41.845 ha. Confina con 16 comuni: 3 dell'Aragona (Tauste, Ejea de los Caballeros e Sádaba in provincia di Saragozza) e 13 della Navarra (Valtierra, Arguedas, Carcastillo, Santacara, Mélida, Murillo el Cuende, Caparroso, Villafranca, Cadreita, Tudela, Cabanillas, Fustiñana e Buñuel). All'interno delle Bardenas Reales si trova il cosiddetto Vedado de Eguarás, che appartiene al comune di Valtierra, anche se geograficamente è parte integrante delle Bardenas.

Vista generale delle Bardenas entrando da Arguedas.

Le Bardenas sono divise in varie zone chiaramente differenziate, tra cui si distinguono in particolare due, la Bardena Blanca e la Bardena Negra, ma vi sono anche altre zone minori di gran particolarità.

### Bardena Blanca

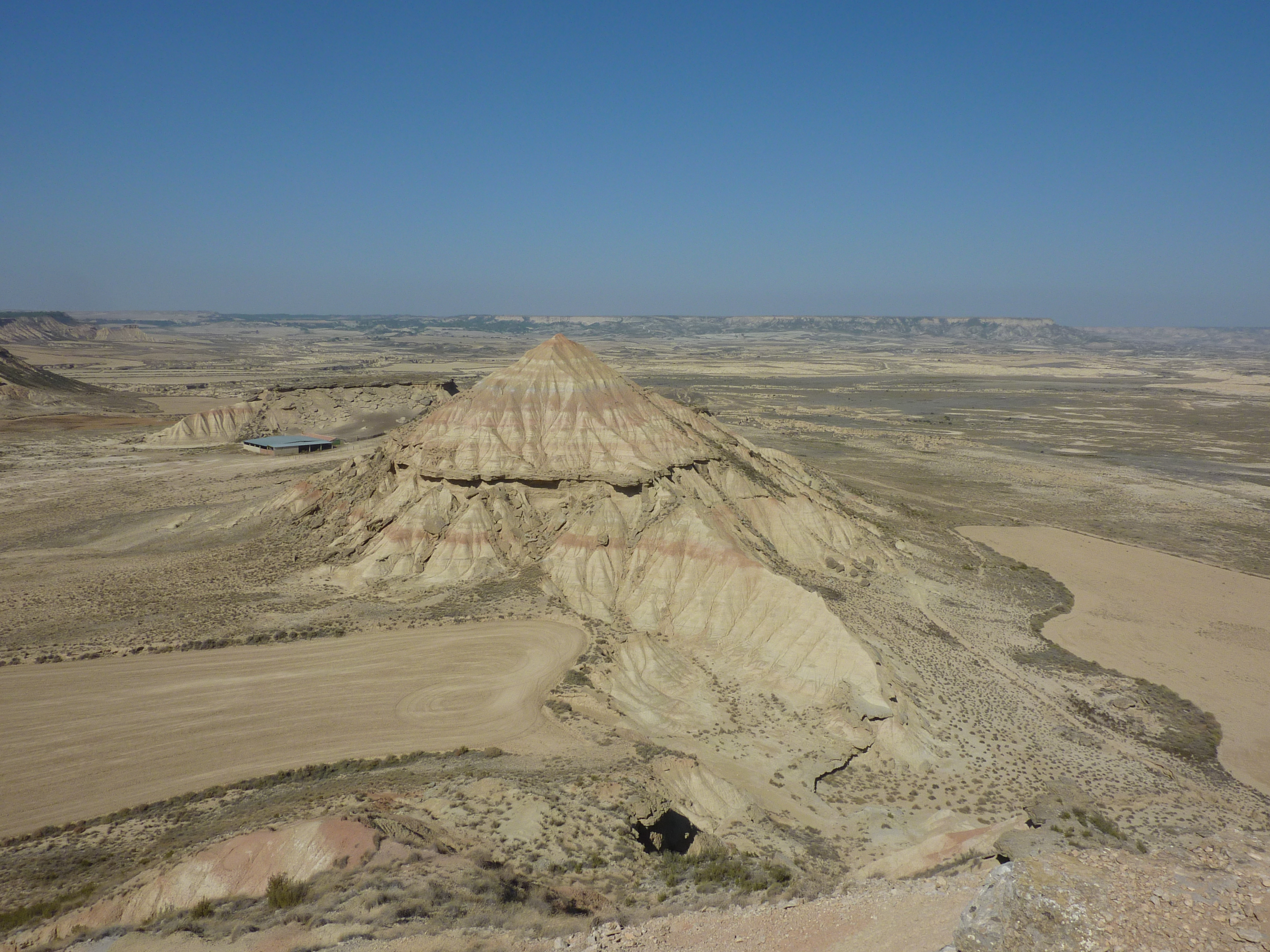
La Bardena Blanca

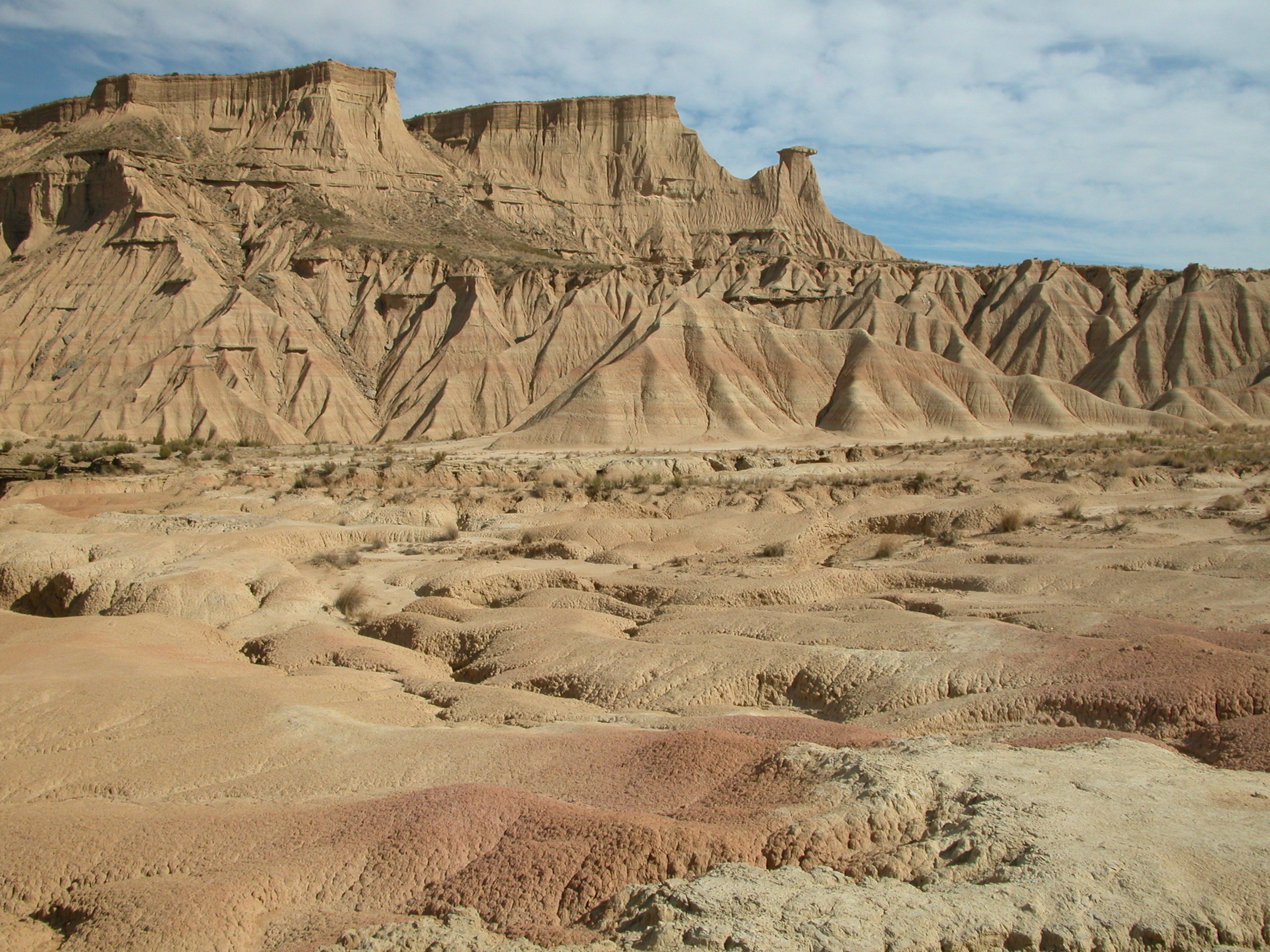
La Pisquerra nella Bardena Blanca

È la zona centrale del territorio, la più desertica. Il rilievo è caratterizzato da estese zone piane, profondi canyon, sul cui fondo scorrono fiumi stagionali, e i riempimenti di fondovalle in cui spiccano i cabezo. Il nome si deve alla presenza di sali biancastri che coprono la superficie a causa dell'abbondanza dei gessi nel suolo.
La Bardena Blanca si divide a sua volta in due, la Blanca Baja e la Blanca Alta. La prima è la più depressa e la seconda si estende da Pisquerra ed Eguarás fino a Carcastillo.

### Bardena Negra
La Bardena Negra si trova nella parte orientale e meridionale del territorio sul confine con l'Aragona. Inizia con la linea che unisce la Nasa con Barajas del Rey.
Formata da altopiani di d altitudine e tagliata da fiumi che scorrono sul fondo dei canyon, questa parte delle Bardenas è coperta dalla vegetazione.

### Il Plano

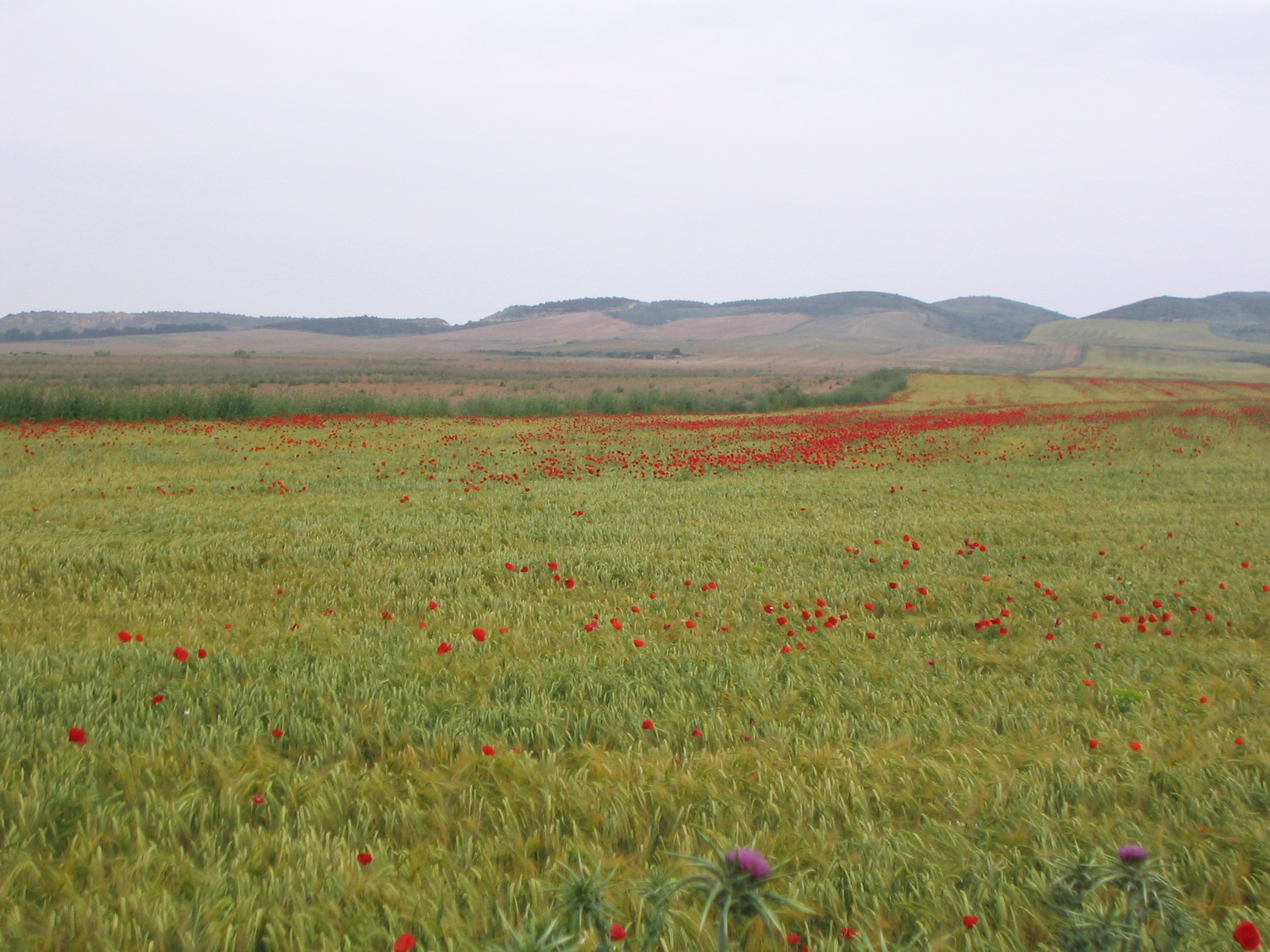
Cereali sul Plano

È un piccolo altopiano di circa 100 metri di altezza rispetto ai terreni circostanti, dove si coltivano i cereali. I versanti di questo altopiano sono coperte da querce spinose, rosmarino e artemisia herba-alba.

### Altre zone
Fanno parte delle Bardenas altre zone meno estese che presentano caratteristiche speciali di tipo naturale o storico:
- Landazuria si trova ai piedi del monte della Madonna di Nostra Signora del Yugo a ovest della Bardena Blanca. È una zona di contrasto tra le coltivazioni irrigue e a secano.
- Il Rincón del Bú è una piccola zona di 460 ettari situata nella parte sud della Bardena Blanca. Possiede un'orografia molto singolare, dove l'erosione ha avuto una grande influenza. La vegetazione è composta di erba e ginepri lici. Abbondano l'occhione comune, la ganga, l'allodola del Dupont, gli uccelli rapaci come l'aquila reale, il capovaccaio. È importante luogo di riproduzione del gufo reale. Questa zona fu dichiarata riserva naturale nel 1986.
- Caídas de la Negra occupa un'area di 1.925 ettari nella Bardena Negra. È ricca di aquile, avvoltoi, gufi, otarde, volpi, gatti selvatici, genette, anfibi e rettili. La vegetazione è composta da matorrales, paludi salmastre e distese di salsola vermiculata e sparto steppico. Presenta un dislivello di 270 m. Anche questa zona fu dichiarata riserva naturale nel 1986.
- Il Vedado de Eguarás o de Peñaflor è un territorio di 1.200 ha che amministrativamente non appartiene alle Bardenas ma fa parte del comune di Valtierra, pur non confinando con esso. Si trova al di sotto dell'altopiano di La Estraza ed è protetto da alcune piccole alture che lo separano dal resto delle Bardenas. Al suo interno abbonda la vegetazione costituendo così un'oasi dentro della zona desertica. In quest'area si trovano le rovine del castello di Peñaflor, chiamato anche di Bianca di Navarra, per via della leggenda che racconta che Bianca di Navarra fu rinchiusa dal padre nella torre di questa fortezza quando rifiutò di sposare il principe d'Aragona Martino il Giovane. Originariamente patrimonio reale, nel 1357 fu ceduto da Carlo II a García Bartolomé de Roncal per sei anni in cambio del pagamento di 60 libbre all'anno. A metà del XV secolo la corona donò il Vedado a Mosén Pierres de Peralta, ed esistono documenti che indicano che nel 1530 apparteneva a Juan de Eguarás, da cui prende nome. Nel XIX secolo il proprietario era il conte di Parent. Nel XX secolo passò sotto la giurisdizione del comune di Valtierra. Fu dichiarato riserva naturale.[1]

## Il nome

### Denominazione
Il nome ufficiale del sito è Bardenas Reales che spesso viene completato con de Navarra. Si usa anche il nome al singolare e si sostituisce "reales" con "del rey". La denominazione più comune è il semplice "Bardenas".

### Accento
La pronuncia della parola "Bardena" ha due forme diverse, piana o sdrucciola (cioè "Bardéna" o Bàrdena"). La denominazione di "Bardena" senza accento è quella che figura nei documenti ufficiali a partire dal Medioevo; l'accento sembra derivare dalla pretesa di distinguersi dai contadini. Senza accento si trova nei documenti della Giunta di Bardenas e in diverse leggi che le riguardano, così come negli Anales di Moret e Aleson e nelle opere dei più importanti storici, geografi e giuristi che ne scrissero. Nel Diccionario de la Academia de la Historia del 1850, con le correzioni di Madoz, si trovava la parola accentata. L'accentazione o meno della parola Bardenas è stata legata ai "bascofili" che cercavano di individuarvi un'origine basca. Alla fine del XX secolo è comparsa la parola con accento in pubblicazioni del Governo della Navarra.

### Numero
L'utilizzo del singolare è antico come il nome stesso. Già nel 1092 nel fuero di Arguedas concesso da Sancho Ramírez si dice "in tota mea bardena". Ogni paese di quelli che compongono la comunità di Bardenas parla della sua bardena: la "Bardena di Caparroso", la "Bardena di Arguedas", ecc., come se avesse una qualche proprietà dentro le Bardenas, mentre non è così.

### Etimologia
L'ipotesi più accettata è quella che espose Olóriz: 
Vi sono altre ipotesi, come quella di José María Iribarren, secondo cui il nome Bardena deriva da "pardina" o "paradina" che si usa nell'Alta Aragona per designare un terreno basso di pascolo, dove vi sono recinti per gli animali da lana.
Il Dizionario di voci spagnole geografiche mette in relazione la parola "bardena" con "barda" (muro o steccato con spine) e dice che il significato sarebbe prato o bosco chiuso con barda. Esiste anche l'idea di relazionare "Bardena" con "bardana" (nome con cui sono conosciute le piante Arctium minus e Xanthium strumarium) anche se non sembra esserci relazione alcuna.

### Altri nomi usati nelle Bardenas
Secondo la Carta topografica nazionale ed altre fonti del catasto e della Comunità delle Bardenas, la maggior parte delle voci che danno nome ai luoghi o ai toponimi delle Bardenas sono di origine romanza e in misura minore basca. L'influenza del basco in questa zona, in cui la lingua basca si perse molto presto, si è mantenuta per essere il luogo di svernamento delle greggi dei pastori delle valli di Roncal e di Salazar, in cui la lingua è rimasta viva fino a gran parte del XX secolo. Nomi come Landazuría (landa = terra di lavoro, zuria = bianco), Belcho (da beltza = nero) o Pisquerra sono di inconfondibile origine basca.
Molti dei nomi che si utilizzano nelle Bardenas per denominare varie parti provengono da personaggi che ebbero qualche rilevanza. È tipico che i luoghi dove si situò o si situa un recinto o una capanna prenda il nome dal cognome o dal soprannome del costruttore o dell'usufruttuario e che questo si estenda al territorio circostante. Alcuni dei nomi che si sentono nelle Bardenas sono Blanca, Plano, Landazuría, Trilluelos, Cornialto, La Estroza, cabezo Lobo, cabezo del Águila, Caldero, Pisquerra, Cortinas, Tres Hermanos, Belcho, Cruceta, Angarillones, Rallón, Ralla, Rincón del Bu, Balcón de Pilatos, Alfarillo, Bandera, Tres Montes, cabezo Mocho, el Abejar, Negra y sus Caídas e Omias o Umbrías.

## Caratteristiche

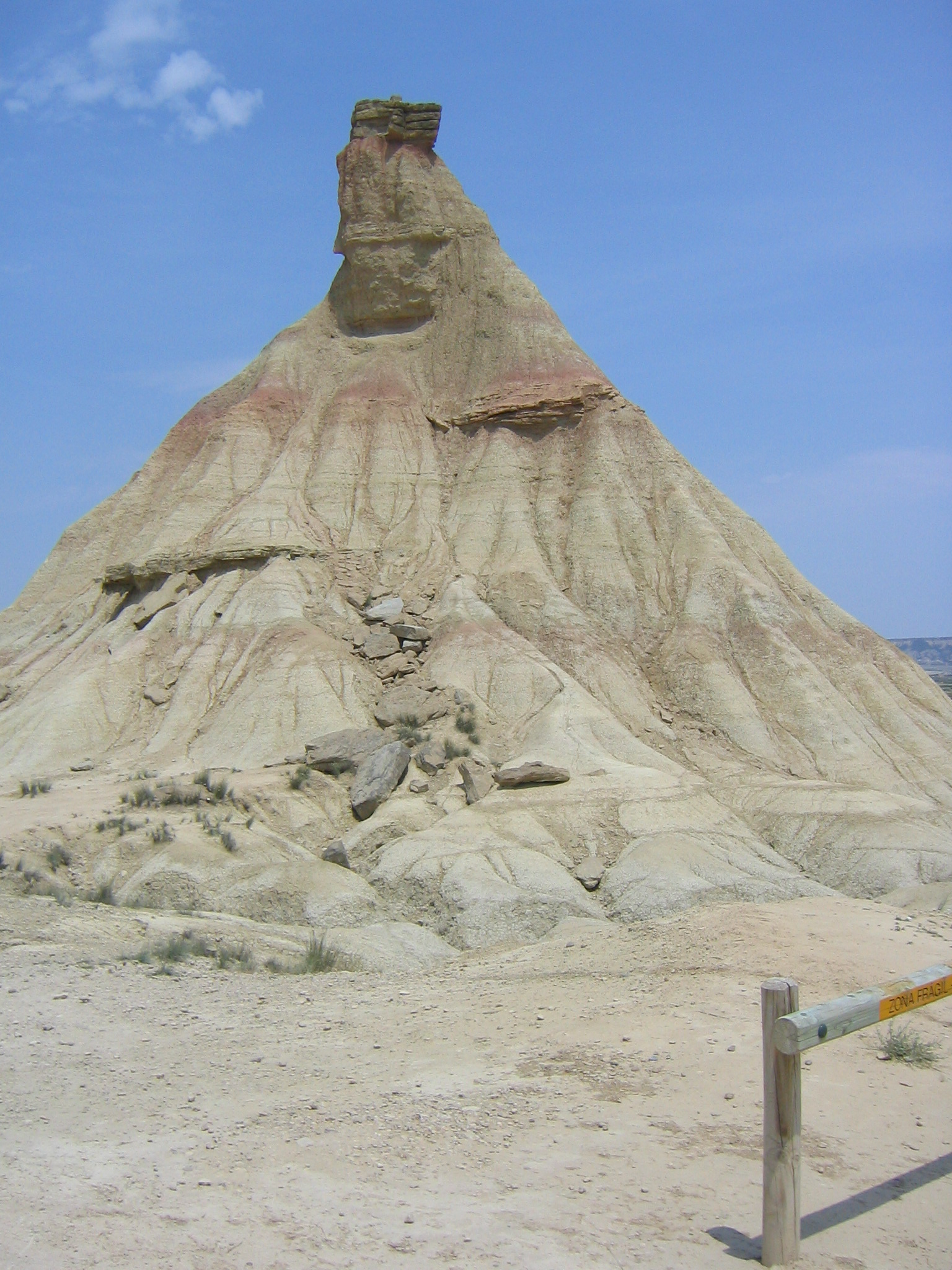
Paesaggio caratteristico, il Castildeterra.

### Clima
Il clima delle Bardenas è mediterraneo continentale con precipitazioni molto scarse, concentrate in primavera e autunno. Gli inverni sono freddi e le estati calde.
Le precipitazioni oscillano in funzione dell'orografia e si attestano tra i 410 e i 550 mm medi annuali. La Bardena Blanca e la Landazuría ne ricevono meno, circa 450 mm all'anno, mentre nella parte che confina con l'Aragona e nella Bardena Negra si raggiungono i 500 mm annui, cifra superata nella Plana de la Negra. Sono molto irregolari, sia durante l'anno (inverni ed estati molto secchi, primavere e autunni con precipitazioni), sia tra anni differenti (nella stazione meteorologica di Buñuel si sono osservati 186 mm nel 1985 e 850 mm nel 1959). La torrenzialità delle precipitazioni fa sì che l'acqua non si infiltra nel suolo ed ha un forte carattere erosivo. In alcuni giorni (non più di cinque all'anno) si possono verificare neve e grandine.
La temperatura media annua è di circa 13 o 14 °C con massime superiori ai 35 °C in estate e minime inferiori allo zero in inverno. Gennaio è il mese più freddo con temperature medie tra 4 e 6 °C, e luglio il più caldo (le medie tra 22 e 24 °C e le massime che raggiungono i 44 °C). Le gelate, che si osservano per 45-65 giorni all'anno, sono solitamente per irraggiamento e miste (convezione e irraggiamento), dovute a situazioni anticicloniche con venti di nordovest.
L'umidità relativa è generalmente intorno al 67%; in gennaio raggiunge l'80%, mentre è minima a luglio con un 54%.
Il vento caratteristico è il cierzo che soffia da nordovest e nord-nordovest con velocità tra 20 e 30 km/h, freddo e secco. Un vento secondario chiamato bochorno soffia in senso contrario.
L'evaporazione media annuale è compresa tra i 1.100 mm della Blanca e i 950 mm della zona prossima a Buñuel.

### Orografia

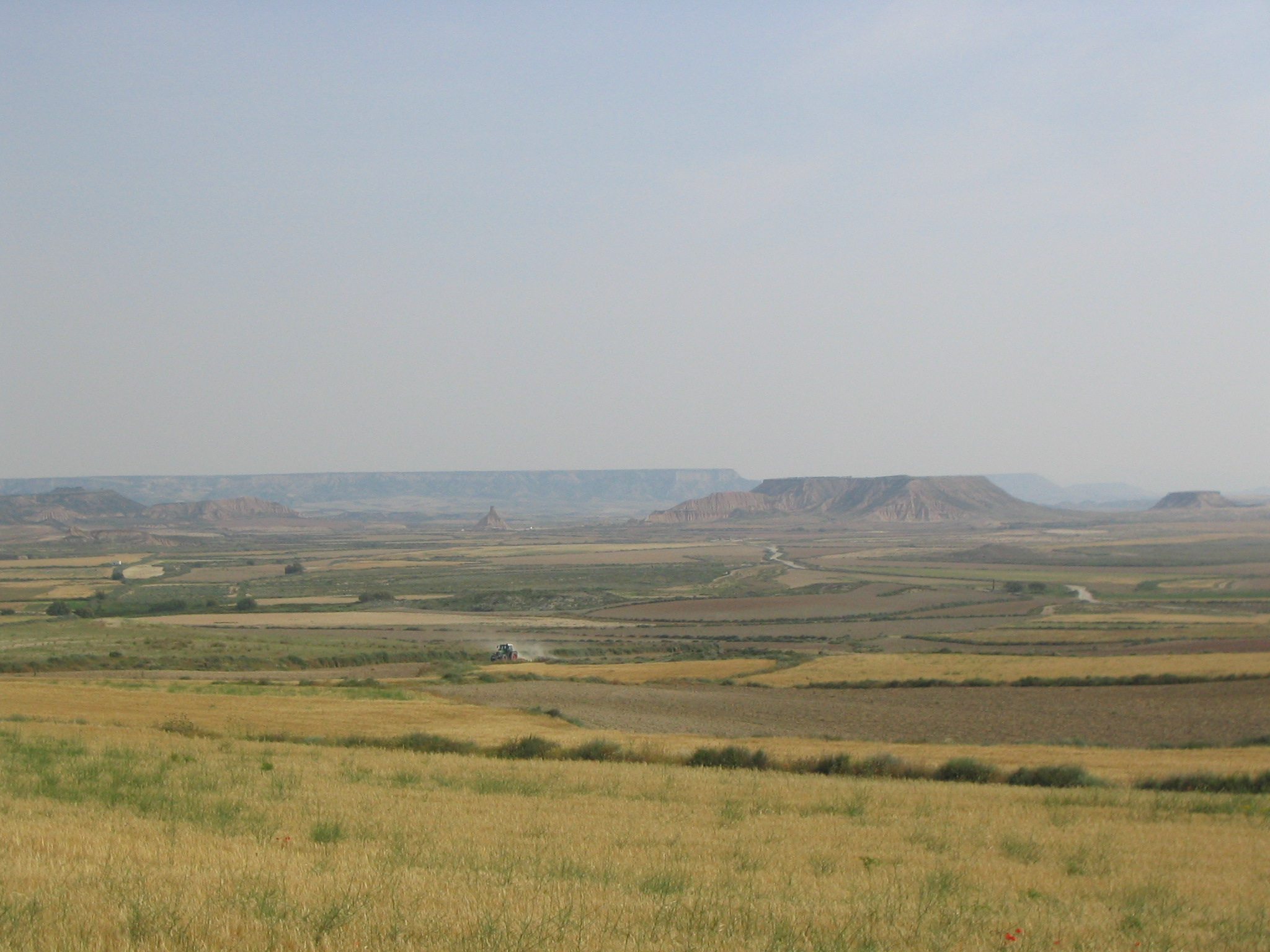
Le Bardenas Reales sullo sfondo El Plano e il Castildetierra.

Il suolo delle Bardenas è formato da materiali del terziario continentale e del quaternario; è relazionato con le tensioni associate alla formazione dei Pirenei e del Sistema Iberico che provocarono lo sprofondamento del bacino dell'Ebro. La Cordigliera Costiera Catalana chiuse la zona creando un mare interno che riceveva sedimenti provenienti dall'erosione a partire dalla fine dell'Eocene. Questi materiali si distribuiscono lasciando quelli più pesanti (la ghiaia e l'arenaria) nella parte superiore, mentre le arenarie fini, le argille, i gessi e i calcari occupano le parti basse di scarsa pendenza, in un'organizzazione caratteristica dei depositi alluvionali. In questo modo nella parte centrale della sinclinale si concentrano le argille con calcare e i gessi, mentre nei bordi i conglomerati e le arenarie, tutti provenienti dalle due cordigliere tra cui si trova il luogo. Lo spessore dei sedimenti accumulati si stima in circa 4 km. Dieci milioni di anni fa verso il Mar Mediterraneo si aprì un passaggio attraverso il quale si svuotò il mare interno, e nacque il fiume Ebro. In quell'epoca iniziò il processo di erosione che perdura a tutt'oggi e che scolpì il paesaggio delle Bardenas.
L'alternanza di materiali soffici, magnas e argille, con altri più duri, arenarie e calcari, ha fatto sì che l'erosione fosse di forma tabulare, cioè la parte superiore, strato di materiale duro, non si erode, mentre quella inferiore lo fa in modo molto incisivo e rapido, risultando in bordi che si consumano finché la parte superiore precipita.
Il piegamento del terreno è scarso, rilevante solo nella parte nord dello stesso che va scomparendo poco a poco in una disposizione monoclinale con una pendenza dolce, arrivando ad essere orizzontale nella parte sud. Come nel resto della depressione dell'Ebro, i depositi quaternari si estendono in terrazzi coprendo il materiale terziario continentale.
Le formazioni terziarie sono le seguenti: 
- Formazione di Lerín, formata da strati di gessi e argille, con qualche arenaria e calcare, nella zona nord del territorio del parco e nel Vedado de Eguaras;
- Facies di Ujué, formata da arenarie e argille che vanno aumentando verso nordovest, nella Bardena Alta e ad est della Baja;
- Formazione Tudela, formata da argille e carbonati, nella Bardena Negra.

Le formazioni quaternarie si estendono, sotto forma di terrazzi, nelle seguenti zone:
- Terrazza alta del fiume Aragón, tra 110 e 130 m sopra il letto dello stesso, sull'altopiano del Plano e il Saso de Carcastillo;
- Terrazza di Cadreita, nella zona di Espartosa, si alza tra 10 e 20 metri sopra il Cadreita;
- Terrazze basse, che si situano nell'estremo meridionale sopra l'Ebro ad un'altezza che oscilla tra i 5 e i 10 metri;
- Pianura alluvionale dell'Ebro, presso Murillo de las Limas, nella Bardenilla;
- Ripieno della valle, costituito da sedimenti che vanno riempiendo i canyon secondari della rete fluviale della Bardena Blanca.

Questi materiali, molto suscettibili di erosione, sono stati modellati dagli agenti atmosferici creando il caratteristico rilievo attuale, con ai cocuzzoli (o cabezo) ed altopiani de tabloides come quello del Rallón. L'azione dell'acqua crea il cosiddetto effetto di "pelle di elefante" o "bad lands" e scava canyon e caverne.
Il vento è l'altro agente che ha contribuito all'erosione ed alla peculiarità del paesaggio.
I suoli formati da materiali marnosi, pietrosi, calcarei e da arenarie formano terreni ottimi per l'agricoltura, anche se abbondano le pietre e le ghiaie. Nel Plano una formazione, che riceve il nome di caliche, è formata dalla cementazione di pietre arrotondate e carbonato di calcio. Sui versanti dei cabezo e delle piane il suolo è di tipo argilloso, mentre nella Blanca si forma per la sovrapposizione di numerosi strati di materiali di scorrimento.
L'aridità del clima, con un alto tasso di evaporazione, e i substrati geologici facilitano la formazione di fasi saline.
Nel 1988 l'Istituto del Suolo e Concentrazione Partitaria della Navarra, organismo subordinato al governo della Navarra, realizzò uno studio del suolo in cui definì 478 profili differenti e da cui risulta che la superficie agricola potenziale delle Bardenas coincide con quella utilizzata a questo fine attualmente. Si definirono 26 unità di suolo, 2 delle quali non adatte all'agricoltura, tra cui si trovano i canyon e i versanti di maggiore pendenza. La Bardena Blanca, la più erosa, si trova incorniciata in una struttura tubulare formata dal Plano a nord e da una serie di piane a sud che terminano nella Negra. Questa serie di allineamenti tubulari sono condizionati dalla mancanza di continuità delle strutture di arenaria che si interpongono tra gli estratti di argille e limi e gli altopiani che sono coronati da cabezo piani come Rallón, Cortinas o Tres Hermanos dove si apprezza chiaramente la struttura che dà origine agli stessi, elementi di argille e limo molto suscettibili di erosione coperti da uno strato di arenaria o calcare di maggiore durezza. Nella parte nord della Blanca il rilievo tubulare è costituito dalle terrazze e dai saso (glacis sospesi) che coprono l'estratto terziario.
L'impermeabilità delle argille fa sì che l'acqua che si infiltra nella roccia arenaria o calcarea esca quando arriva al substrato argilloso, erodendolo e scoprendo i substrati duri che ad esso si appoggiano.
Questa grande erosione prodotta dall'acqua, unita al regime torrenziale delle precipitazioni, scava nel terreno i canyon che formano una labirintica rete su tutto il territorio delle Bardenas, soprattutto nella Blanca. La Blanca è circondata da piane (altopiani), tra cui le più importanti sono quelle della Ralla e Alfarillo, e da cabezo (monadnock), i più rilevanti tra i quali sono El Rallón, Pisquerra, Cortinas e Castildetierra.

### Idrografia
I corsi d'acqua sono molto irregolari e intermittenti, ma grazie alla natura del terreno scavano profondi canyon.
Le precipitazioni, scarse e di carattere torrenziale, e la mancanza di falde che possano regolare la portata, fanno sì che i fiumi, che portano acqua solo quando piove, vadano sprofondando nel terreno formando una rete che taglia le pianure. Nei canyon più grandi si formano pozze che tendono a mantenersi tutto l'anno.
I canyon più importanti sono:
- Barranco de Agua Salada, affluente dell'Aragón che drena la parte nordoccidentale delle Bardenas;
- Barranco de Limas o Grande, affluente dell'Ebro, che drena la quasi totalità della Bardena Blanca (265 km²), 42 km di lunghezza. Ha una portata annua media di 12 hm³.
- Barranco de Tudela, anch'esso affluente dell'Ebro, una superficie di bacino di 105 km² e una lunghezza di 22 km. Apporta mediamente 7 m³ all'anno.

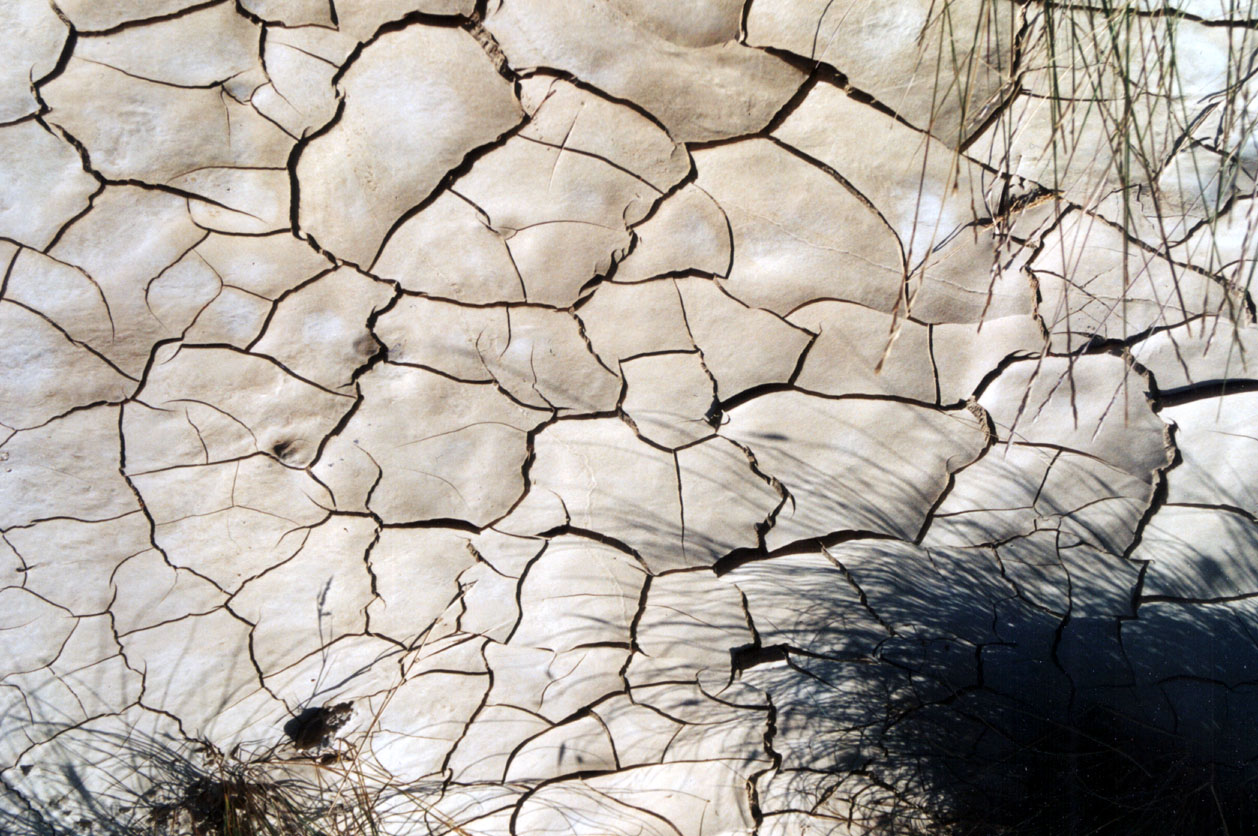
Particolare della zona umida.
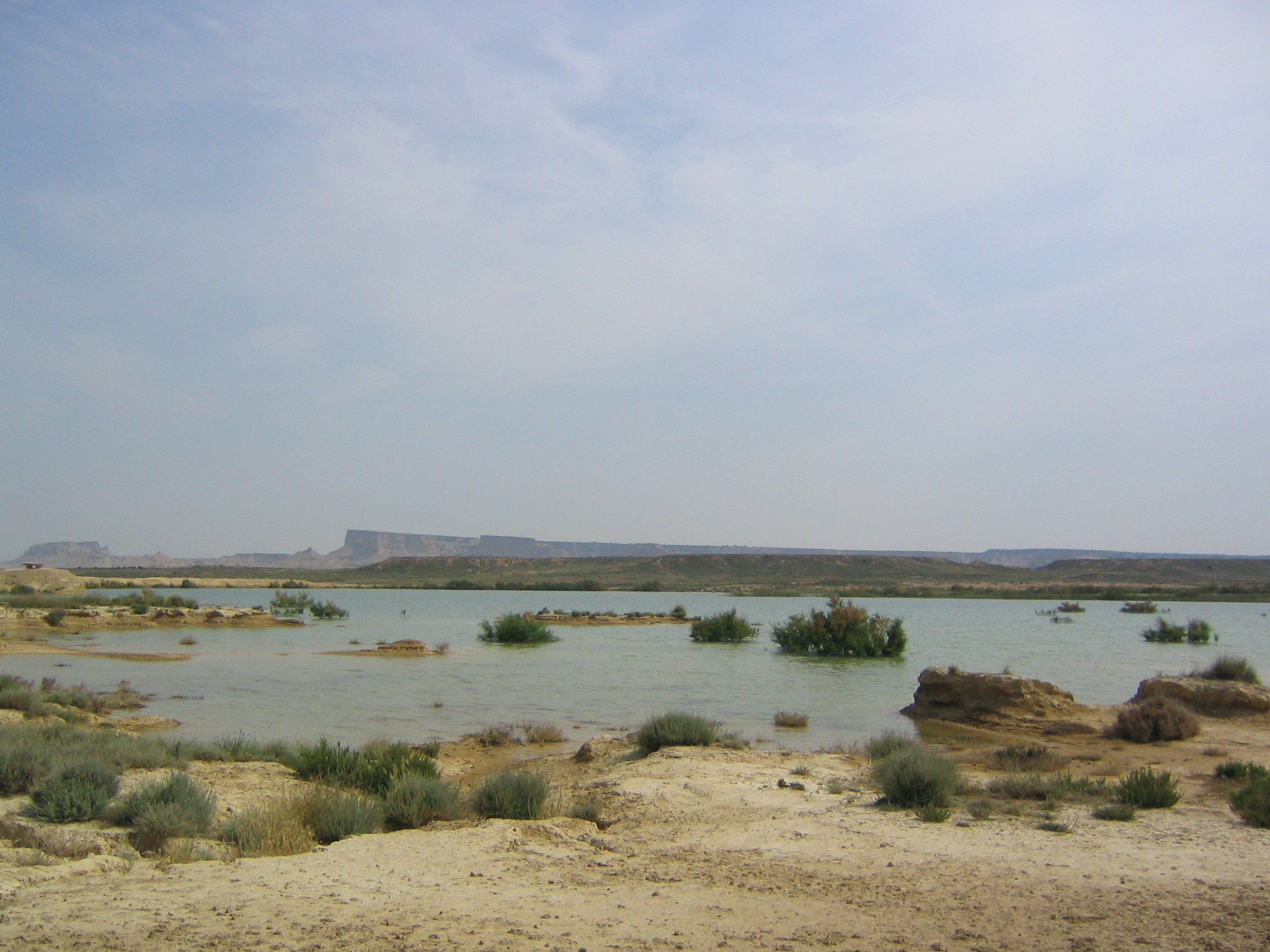
Balsa de Zapata
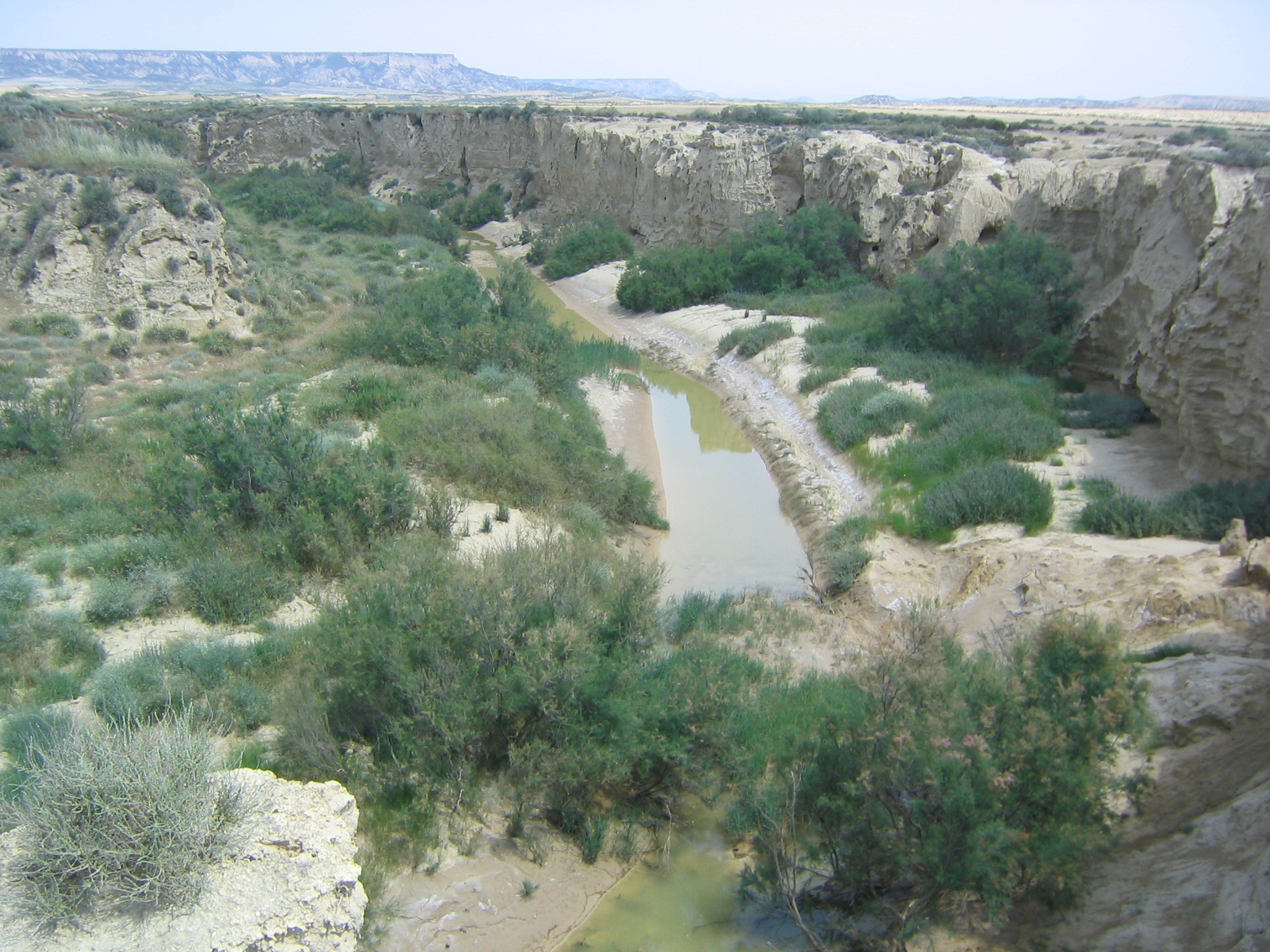
Barranco Grande.

Vi sono alcune sorgenti, però concentrate, sui bordi del Plano: Ferial, Agua Salada, Bandera e Gollizo. Alcune usate come abbeveratoio, sono alimentate dalla falda formata da questo altopiano. Alcune fonti intermittenti si trovano nelle Caídas de la Negra.
I canyon presentano due parti differenziate, due stadi. Il primo stadio si caratterizza per la pendenza dei canyon secondari e terziari che si uniscono a quelli di quart'ordine con angoli molto acuti. I canyon tributari di questa zona sono piccoli e rettilinei. Più in basso, diminuendo la pendenza, il letto si fa più sinuoso con tentativi di esondazione. Il canyon Tudela è un'eccezione, dato che ha un aspetto più retto e le unioni tra canyon avvengono ad angolo retto.
La quantità di detriti che trasportano i corsi d'acqua delle Bardenas li rende inadeguati per riempire qualsiasi bacino artificiale. Questo obbliga a riempire i bacini con acqua proveniente da fossi e canali condotta fino al bacino stesso (dato che se fosse trasportata nei canyon trascinerebbe il materiale eroso come l'acqua piovana). L'utilizzo dei canyon per accumulare acqua metterebbe in pericolo la stabilità delle sponde.
Sono stati costruiti vari bacini. Il principale è quello della fonte del Ferial che prende l'acqua dal lago di Yesa ed è diventato un'attrazione turistica. Ha lo scopo di fornire l'acqua per l'irrigazione delle terre vicine a Valtierra e Caparroso e di rifornire di acqua potabile Valtierra e Aguedas. L'altro bacino importante è quello di Cortinas.
Le fosse più importanti sono quella di Zapata e quella di Cruceta, anch'esse riempite con acqua di fosso. Gli altri punti d'acqua sono di acque di escurrería.

### Erosione
Il paesaggio delle Bardenas è segnato dall'erosione, che crea uno scenarioo suggestivo. La natura del terreno, materiali soffici come argille e gessi, le precipitazioni torrenziali e il cierzo, vento proprio del luogo che soffia da NO-NNO a velocità comprese tra 20 e 30 km/h, l'intervento umano con una grande pressione sul terreno e la vegetazione in grave diminuzione sono le principali cause dell'erosione. Questa influisce in modo importante su più di un terzo della superficie delle Bardenas e in alcuni luoghi raggiunge il ritmo di 91,9 t/ha/anno.
Si possono distinguere tre tipi di paesaggio a seconda dell'incidenza dell'erosione: nel Plano l'erosione è scarsa, nella Bardena Negra, dove si trova la zona di maggior copertura vegetale, è moderata, di carattere laminare e in solchi che corrono paralleli, nella Bardena Blanca l'erosione è importante. La struttura di questo terreno, marne limose con discontinui paleocanali di arenaria, ha originato un rilievo molto particolare: sopra la superficie piana emergono i cabezo che si innalzano con le pareti erose; l'esistenza di qualche resto di glacis o di qualcosa di più resistente fa mantenere una certa superficie non erosa, mentre i bordi vanno scomparendo. Sono notevoli i casi del Rallón o il Castildetierra. Nella parte alta dei cabezo l'erosione è di tipo laminare, sulle pareti si apprezza l'effetto dell'essere al sole o all'ombra. I lati al sole presentano pendenze molto forti ed erose, dando origine a frane che formano bad-lands e burroni, mentre nel lato all'ombra la maggiore vegetazione rallenta l'erosione. I materiali erosi si depositano ai piedi dei cabezo formando tra questi e il fondovalle pareti di accumulazione di moderata pendenza, che soffrono una debole erosione laminare.

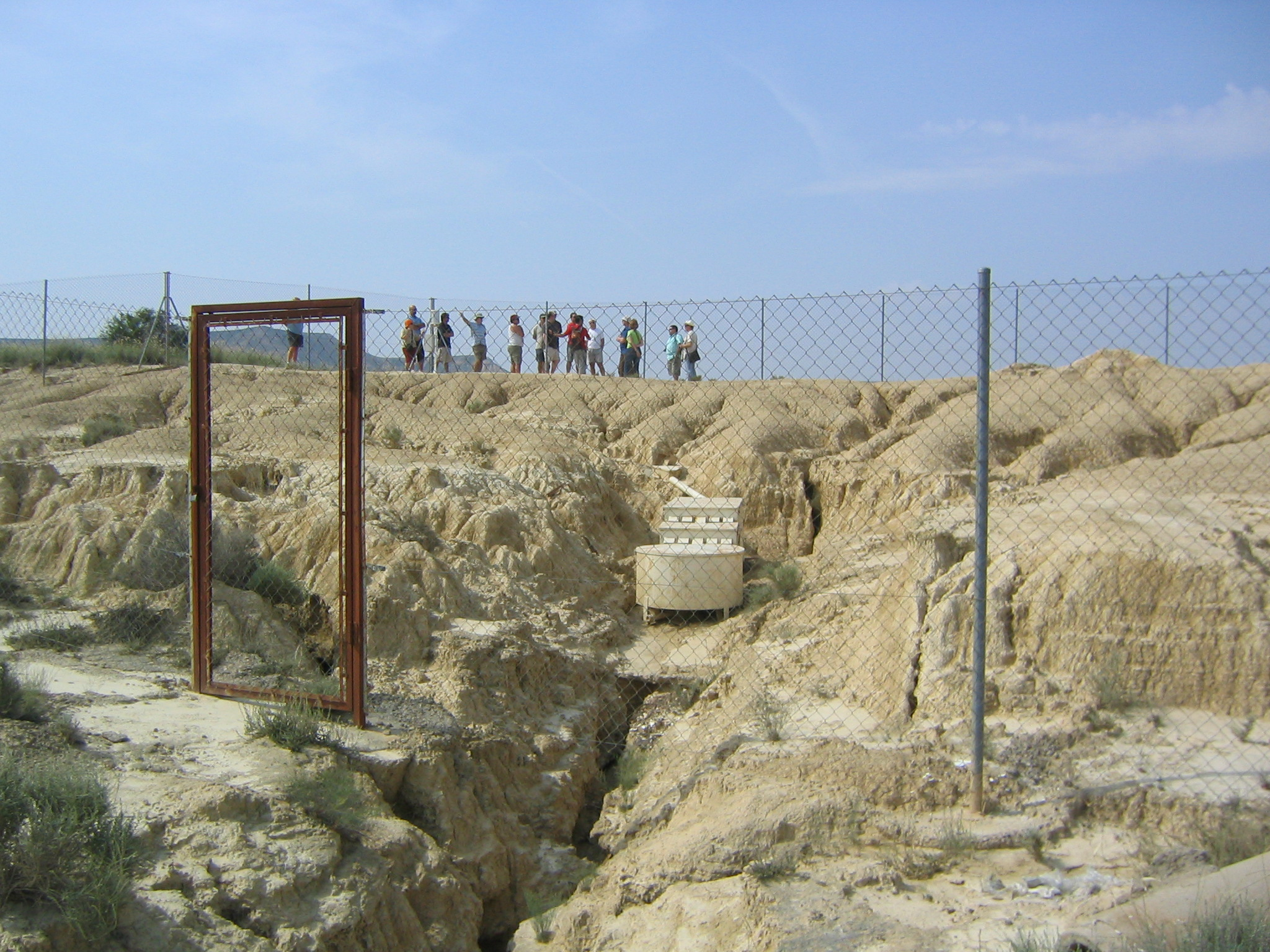
Misuratore di erosione.
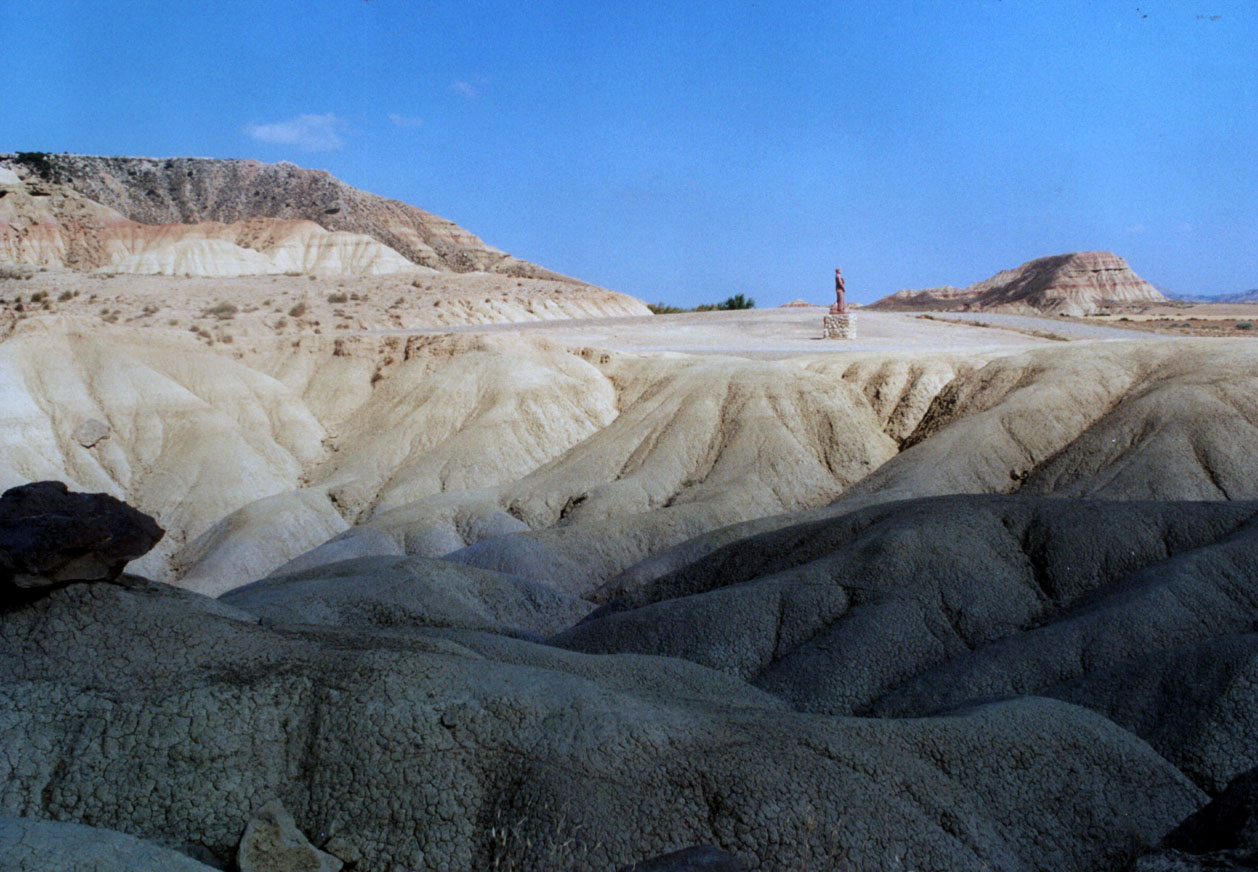
Paesaggio eroso.
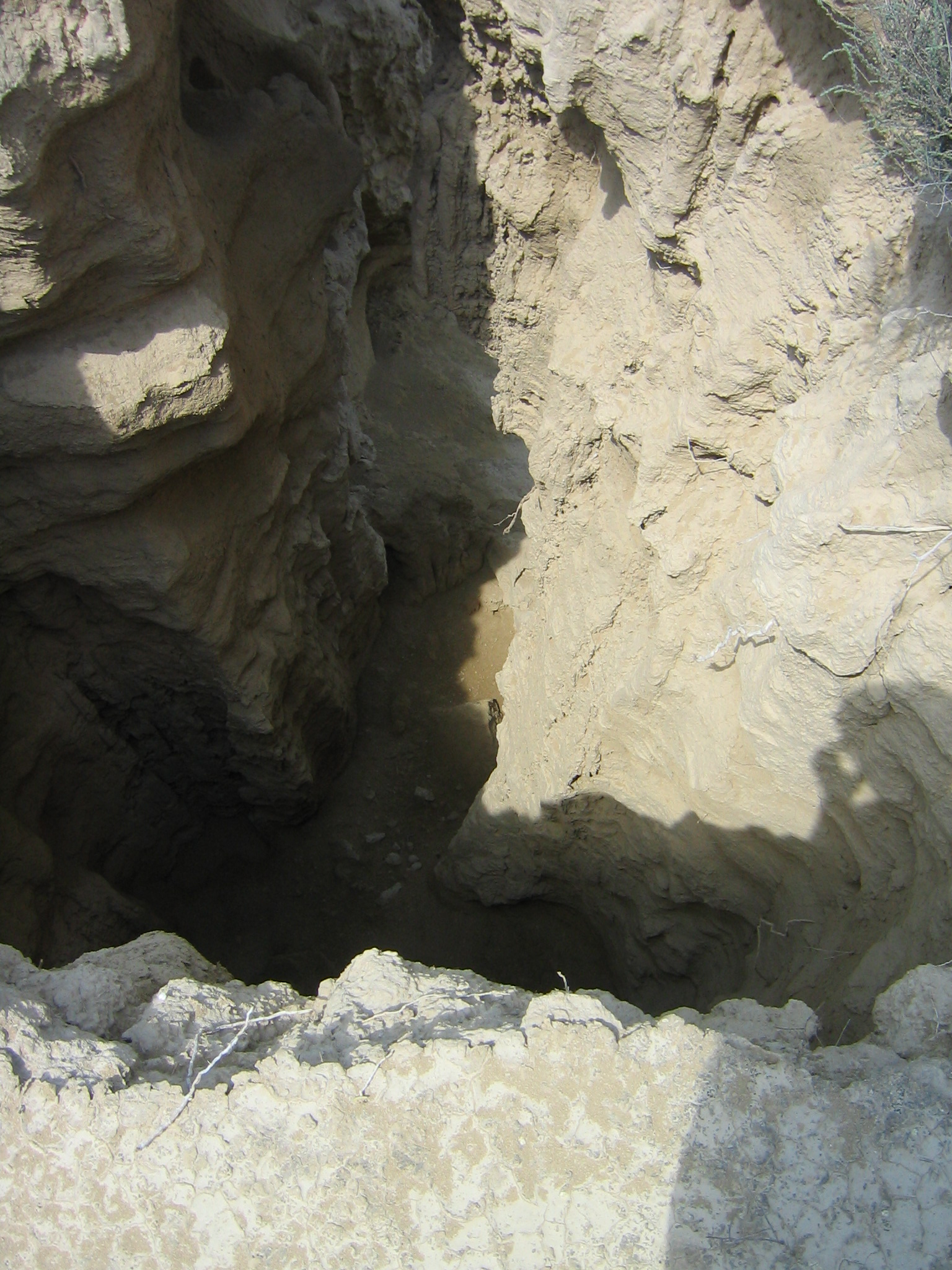
Formazione di un canyon o sua crescita.
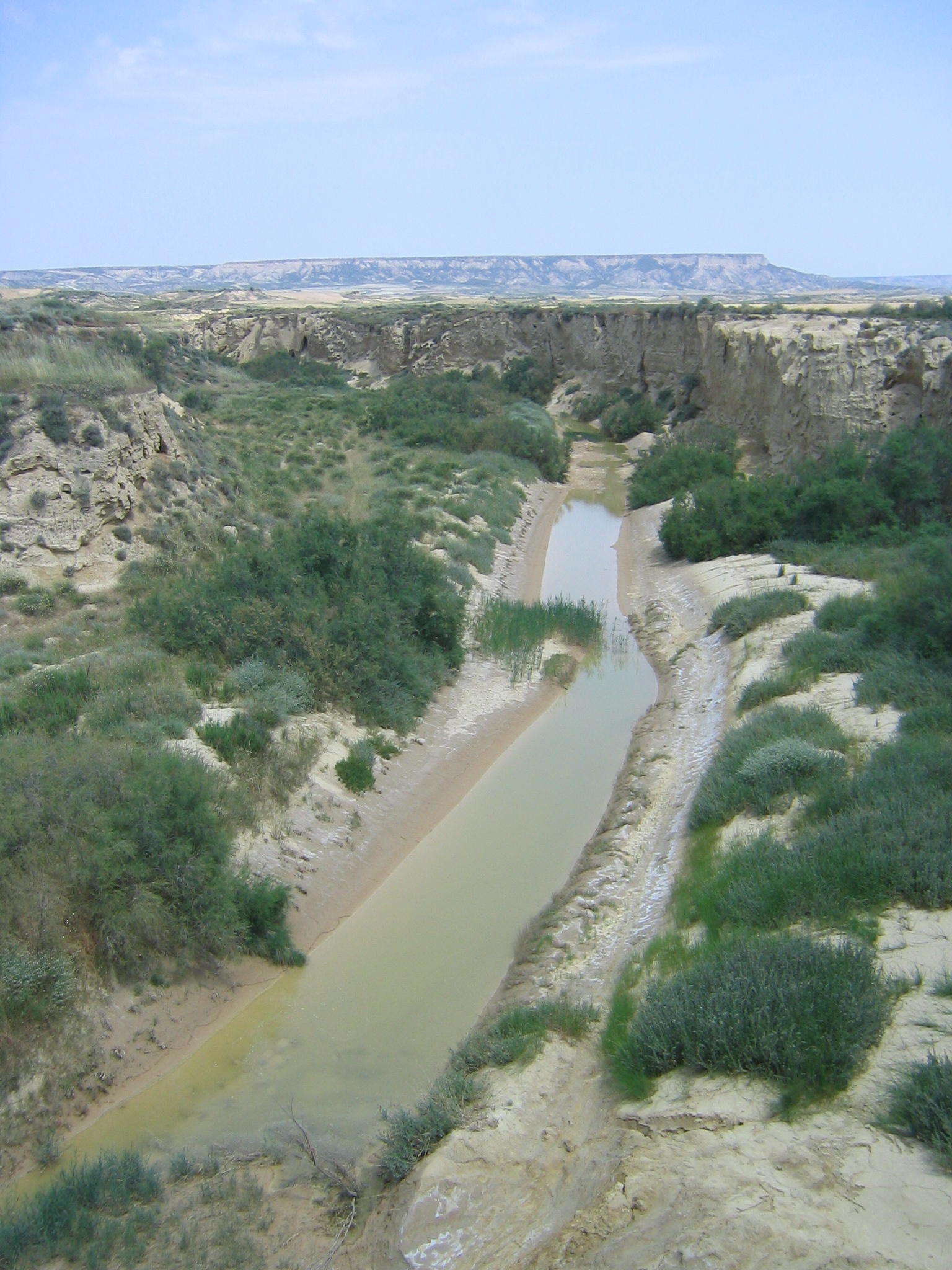
Canyon.

I fondovalle sono la parte più estesa. Sono costituiti da una struttura laminare realizzata dall'accumulo di strati fini di materiali limosi che sono attraversati da canyon che si vanno ramificando. Questi canyon sono molto attivi a livello di erosione, avanzando anno dopo anno.
La massima erosione si osserva, secondo l'Istituto Navarro del Suolo, nelle seguenti zone: nella Blanca, la più interessata, è molto grave in 683 dei suoi 8.000 ettari, dove si situano le bad-lands che occupano le transizioni tra i distinti livelli e tra questi e i canyon. I canyon sono gli elementi erosivi più attivi. Aumentano di lunghezza e larghezza man mano che crollano le pareti. Si osserva il fenomeno della creazione di vari buchi verticali allineati con il canyon e nelle sue vicinanze vanno crescendo fino ad unirsi e formare un nuovo canyon, questo fenomeno prende il nome di piping. Nelle pareti i livelli di erosione dipendono dalla vegetazione, in più di 5.024 ha è molto alta non esistendo sufficiente vegetazione per poter frenarla. Vi sono 4.344 ettari dove è già scomparso il suolo e si sta erodendo il materiale geologico.

### Vegetazione
La situazione delle Bardenas ha propiziato l'azione dell'uomo sopra il territorio per il suo sfruttamento. L'agricoltura si è sviluppata in tutti i siti dove vi era la possibilità, per cui sono poche le zone dove la vegetazione autoctona è rimasta, versanti e zone difficili da coltivare. La maggior parte della massa forestale è rappresentata da querce spinose e pini.
La posizione, nella grande unità geomorfologica della Valle dell'Ebro, le dà un clima mediterraneo ed una grande aridità che condiziona la vegetazione e la flora. La maggior parte ha un carattere stepposo e mediterraneo dove predominano gli elementi tipici del levante spagnolo.
Entrambi gli elementi, l'intervento umano e la climatologia, hanno influenzato l'attuale vegetazione del territorio delle Bardenas. Questa coperta è formata da una vegetazione naturale, i pascoli, i matorrales e alcuni boschi, e da una di origine antropica, le coltivazioni e i ripopolamenti.
Le diverse Bardenas presentano vegetazione differente. La Bardena Negra presenta boschetti di querce spinose, pini e una significativa coltivazione a cereali. La Blanca presenta grandi superfici nude, con vegetazione quasi nulla. L'insieme del Plano con le caídas verso il Vedado de Eguaras e la Bardena Alta è formata dai campi di cereali del Plano e i boschi di querce spinose, rosmarino, pini e artemisia herba-alba sui versanti.
La varietà di specie è ampia e si è adattata alle circostanze. Molte sono stagionali, sfruttando le piogge, altre presentano fusti carnosi che accumulano acqua.
Se cessasse l'influenza umana in buona parte delle Bardenas, si svilupperebbe un matorral alto e altre comunità subseriales. Come nei Monegros è uno spazio singolare rispetto alla posizione che tiene nel nord della penisola iberica. In queste condizioni, senza l'intervento umano, si avrebbero tre tipi di vegetazione a seconda del suolo e del clima: quercus rotundifolia, querce spinose, ginepri lici e pinete mesomediterranee e geoserie igrofila di paludi salmastre, a cui bisognerebbe aggiungere la vegetazione che crescerebbe intorno alle pozze di acqua dolce. Di questa vegetazione potenziale si conservano solo alcune Quercus rotundifolia isolate del Plano e la Plana de la Negra. Vi sono anche alcuni esemplari di Quercus faginea nei siti ombreggiati. Le querce spinose sono estese e vi sono tre specie, pino d'Aleppo, quercia spinosa e ginepro licio. I boschi di Quercus rotundifolia non possono svilupparsi per la mancanza di risorse idrologiche per cui il massimo strutturale che raggiungono queste popolazioni sono i matorrales alti. Questa vegetazione si incontra sui versanti del Plano, della Negra e dei cabezo della Blanca. Nei canyon si accumulano i sali dei materiali sedimentari circostanti che si distribuiscono in gradienti di umidità e salinità. In queste aree si ha una vegetazione composta da tamerici delle Canarie.
La vegetazione esistente, fortemente condizionata dall'intervento umano, è un miscuglio di quella naturale e di quella derivante da questo intervento. La quasi totalità delle terre coltivabili è stata utilizzata a questo fine e si sono realizzate alcuni rimboschimenti a cui bisogna aggiungere la pressione dell'allevamento.
L'estensione delle differenti comunità vegetali si può osservare nella seguente tabella:
| Tipo di vegetazione                        | %    |
| ------------------------------------------ | ---- |
| Pini                                       | 3,5  |
| Tamerici delle Canarie                     | 0,5  |
| Querce spinose                             | 1,5  |
| Rosmarino                                  | 26,5 |
| Matorral sopra gesso                       | 0,7  |
| Salsola vermiculata e artemisia herba-alba | 10,3 |
| Praterie a Brachypodium retusum            | 0,6  |
| Sparto steppico                            | 1,8  |
| Paludi salmastre                           | 2    |
| Coltivazioni                               | 60   |
| Suolo nudo                                 | 1,7  |

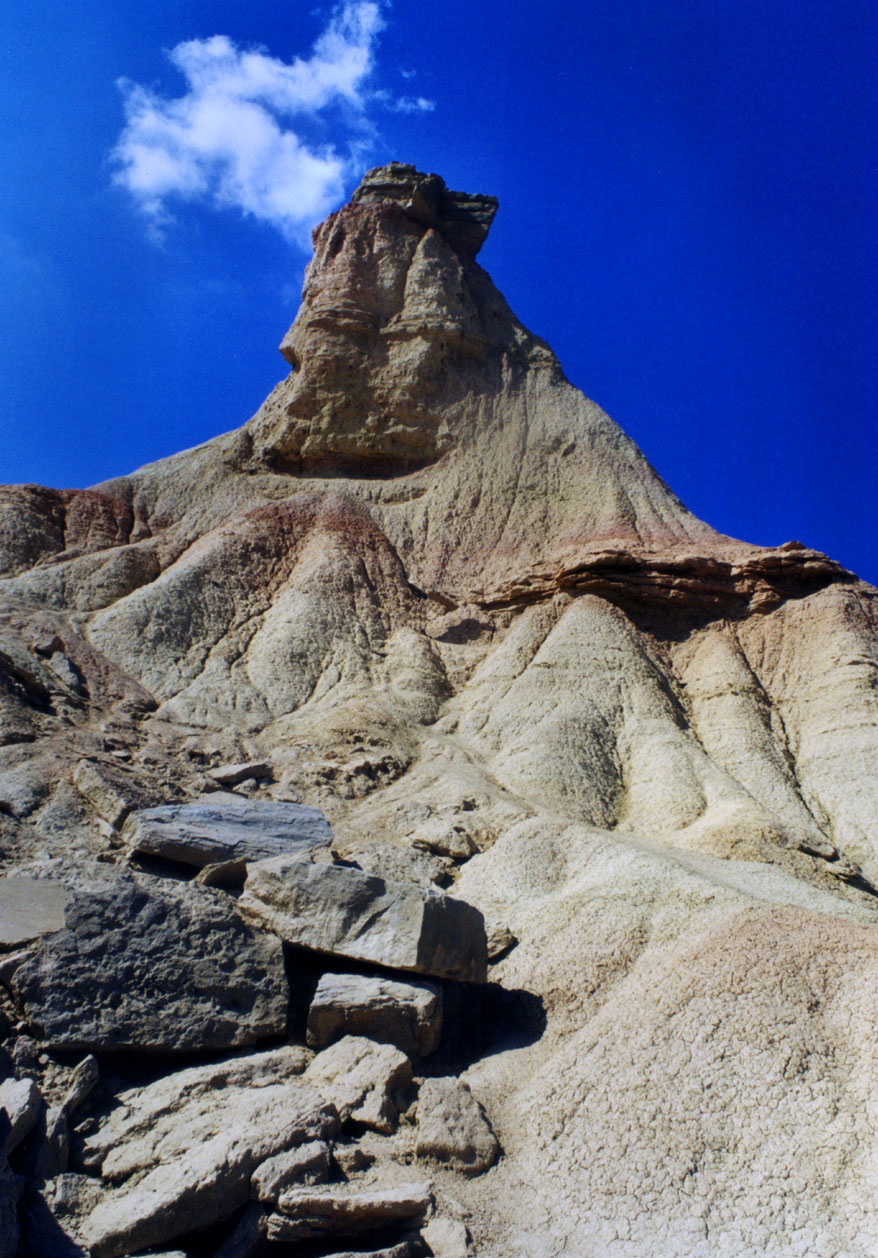
Castildetierra.

Fonte: Estudio Básico del Plan de Ordenación del Medio Físico de Bardenas Reales, Instituto del Suelo y Concentración Parcelaria de Navarra, Gobierno de Navarra (1988)

### Fauna
I differenti ecosistemi che si osservano nel territorio che occupano le Bardenas Reales ospitano una ricca fauna tra cui risaltano gli uccelli. Solo gli uccelli che nidificano nel territorio delle Bardenas supera il centinaio di specie. Le comunità di uccelli rapaci e di steppa delle Bardenas sono tra le più ricche di tutto il continente europeo.
I rapaci sono rappresentati da 24 specie, 20 delle quali si riproducono in quest'area. Si distinguono tre gruppi a seconda di dove nidificano e dell'uso dell'habitat. Questi sono:
- rapaci forestali, dieci specie, di cui cinque migratorie;
- rapaci rupicoli, otto specie, tutte migratorie;
- rapaci di steppa, sei specie.

Gli uccelli di steppa sono rappresentati da una colonia molto differenziata tra cui risaltano le seguenti specie: la grande otarda, quasi scomparsa; l'otarda comune, nelle Bardenas vi sono circa 20 coppie; l'occhione comune, molto abbondante; l'allodola del Dupont, con circa 250 coppie; la calandrina; l'allodola; il culbianco; la cappellaccia di Tekla, la sterpazzola di Sardegna, la monachella, la calandrella, la cappellaccia, il calandro e la monachella nera. Non si può dimenticare la riserva del gufo reale nel Rincón del Bú.
Vi sono poi rettili, sono state trovate 10 specie differenti, anche se potrebbero essere 12, come tra le tartarughe, la tartaruga palustre iberica, la lucertola ocellata, la lucertola spagnola, la lucertola striata comune, Psammodromus hispanicus, la luscengola occidentale, e lo scinco di bedriaga (non confermato). Tra le ofide risaltano il colubro scalare, il colubro di Riccioli, culebra bastarda, il colubro lacertino e Vipera latasti (non confermata).
Tra gli anfibi si trovano circa 8 specie. Vi sono il tritone marmorato, il tritone palmato, il rospo comune, il rospo calamita, il pelobate occidentale, il pelodite punteggiato, il discoglosso iberico e la rana Lithobates clamitans.
Vi sono 8 specie di pesci, sono l'anguilla, la trota, il barbo di Graells, il ciprino dorato, la lasca, la tinca e il persico trota. Le uniche autoctone sono il barbo, la lasca e l'anguilla.
Vi sono 12 specie di lumache e due di gamberi, il gambero rosso della Louisiana e il gambero segnalatore.

## Il Parco Naturale e la Riserva della Biosfera

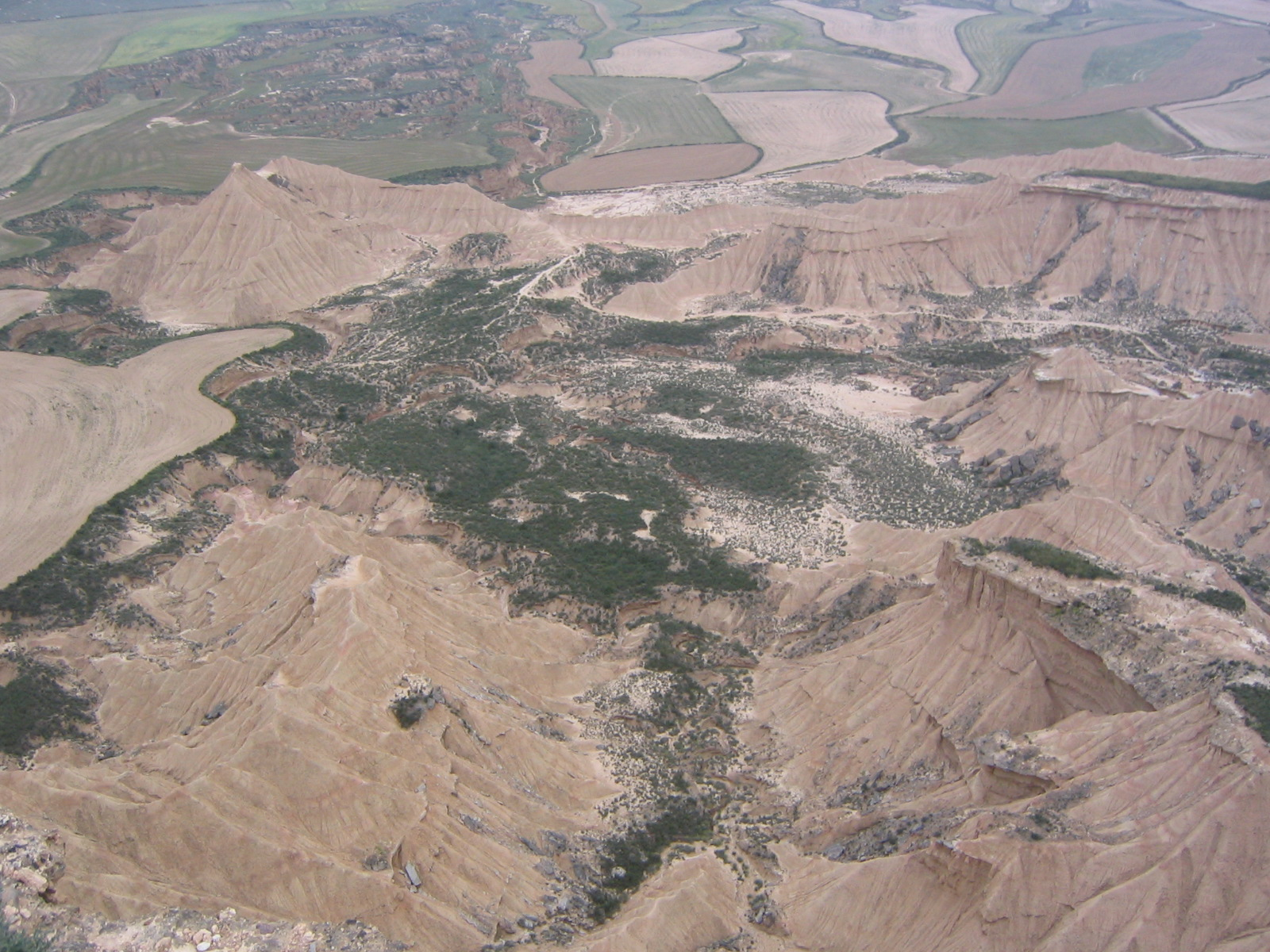
Bardena Blanca, vista dal Cabezo Rallón.

Il 6 aprile 1999 si dichiararono, mediante la Legge Regionale 10/1999, approvata dal Parlamento Foral Navarro, le Bardenas Reales Parco Naturale. Di tutta l'estensione delle stesse rimangono escluse le seguenti aree: Hondo de Espartosa, di 272 ha; Bandera, di 43 ha; Cinco Villas, di 13 ha e il Poligono de Tiro, di 2.244 ha. Già nel 1987 era stata approvata la Legge Regionale 6/1987 che diede inizio alla creazione della Rete di Spazi Naturali della Navarra di cui fanno parte le Bardenas Reales.
Le speciali caratteristiche delle Bardenas, in particolare la singolarità del paesaggio, gli ecosistemi e la ricchezza naturale, furono il fattore che propiziò la dichiarazione di Parco Naturale pur essendo l'intervento umano decisamente elevato.
Il Parco Naturale è gestito secondo il Piano di Ordinamento delle Risorse Naturali delle Bardenas, il cosiddetto PORN.
Le finalità che giustificano la dichiarazione delle Bardenas Reales come Parco Naturale sono le seguenti:
- Conservazione e protezione dei valori propri dell'area.
- Ordinamento delle risorse e del loro sfruttamento.
- Manutenzione e gestione dei boschi e dei pascoli da parte degli Enti Tradizionali, con predominio dell'interesse pubblico.
- Diffusione della conoscenza della natura e della necessità di preservarla.
- Sviluppo armonico e integrato con l'area dei centri abitati vicini.
- Ordinamento e controllo delle attività ricreative e integrazione con l'ambiente.

Gli importanti habitat di uccelli che esistono nelle Bardenas hanno fatto sì che, seguendo la direttiva europea, si creassero varie zone speciali di protezione, le cosiddette ZEPAs. Si sono create due ZEPAs differenziate, una formata dal Plano e dalla Bardena Blanca Alta e l'altra dal Rincón del Bú, dalla Nasa e dalla Tripa Azul.

### Zone di protezione
Il Parco Naturale delle Bardenas è strutturato in diverse zone di protezione frutto di uno studio sugli elementi naturali e i differenti utilizzi che se ne fanno.
Sono state definite nove zone secondo i differenti obiettivi, criteri orientativi e inquadramenti normativi. Le zone sono:
Zona di Riserva Naturale.
La zona di Riserva Naturale è composta dal Rincón del Bú, indicata come RN-36, e dalle Caídas de la Negra, indicata come RN-37. Queste zone furono dichiarate Riserva Naturale con la Legge Foral 6/1.987.
La superficie protetta in questo modo è di 1.917 ha (il 4,6% della superficie totale) di cui 460 ha nel Rincón del Bú e 1.470 ha nelle Caídas de la Negra.
La Riserva Naturale di Caída de la Negra si estende sui versanti della Plana de la Negra. La vegetazione più rilevante è quella composta da pini con querce spinose e corcojales densi. All'interno si trova una zona dedicata alla coltivazione a secano. La fauna è quella propria degli ecosistemi mediterranei. L'altitudine è compresa tra 370 e 640 m s.l.m.
Il Rincón del Bú, situato nel bordo sud della Bardena Blanca, ha una speciale rilevanza per la ricchezza di uccelli rapaci, in particolare il gufo reale. La vegetazione è composta da distese di salsola vermiculata, artemisia herba-alba, rosmarino e timo.
Anche se legalmente non è inclusa nelle zone di Riserva Naturale delle Bardenas per far parte del territorio di Valtierra, il Vedado de Eguaras, indicato come RN-31, è una Riserva Naturale.
Zona Periferica di Protezione di Riserva Naturale.
I terreni che circondano le Riserve Naturali costituiscono le Zone Periferiche di Protezione. In queste zone si ha uno sfruttamento tradizionale basato sull'agricoltura di secano, lo sfruttamento dell'allevamento e la caccia.
La superficie di queste zone è di 1.074 ha (il 2,6% del totale) ed è costituita dai 257 ha del Rincón del Bú, dai 660 delle Caídas de la Negra e dai 157 ha del Vedado de Eguarás.
Zona di sfruttamento agricolo estensivo.
È composta da terreni dedicati all'agricoltura di secano e a pascoli quando sono a maggese e stoppie. Sono distribuite in tutte le Bardenas.
Zona agricola estensiva speciale.
Sono zone che, pur essendo dedicate allo sfruttamento agricolo, sono incluse nelle Zone di Protezione Speciale per gli Uccelli, ZEPA. Sono composte da campi a secano che, come nel caso precedente, si utilizzano per il pascolo del bestiame nei periodi in cui non vi è produzione. Per via della singolarità ambientale non possono essere utilizzate per altri usi.
Zona agricola intensiva.
Sono zone che sono dedicate all'agricoltura irrigua. Costituiscono il 3,5% della superficie totale delle Bardenas, 1.460 ha, e si trovano nei seguenti spazi: Val del Rey, 6 ha; Landazuría, 510 ha; Barranco de Agua Salada, 220 ha; Espartosa, 273 ha; Cruceta, Belcho, Raso de Javielo, 262 ha; Bardenilla, 53 ha e le zone intorno al Canal de Tauste, 136 ha.
Zona per allevamento e forestale.
È composta dalle aree coperte da vegetazione naturale o che ne sono sprovviste. Distribuite per tutte le Bardenas in modo eterogeneo, occupano una superficie di 17.287 ha, il 41,3% della superficie totale. La vegetazione è composta da matorrales e arbusti, zone umide, comunità saline e suolo nudo.
Zona di uso speciale.
Queste zone sono escluse dai confini del Parco Naturale per non possedere rilevanza significativa. Sono terreni usati per lo sfruttamento agricolo e per l'allevamento e occupano una superficie di 328 ha, lo 0,8% del totale. Sono composte dalle seguenti zone: Hondo de Espartosa, 272 ha; Bandera, 43 ha e Cinco Villas, 13 ha.
Zona adattata all'uso turistico e ricreativo.
Composte da terreni agricoli che sono stati destinati alla creazione dell'infrastruttura ludica per servizi turistici e ricreativi, questi terreni furono abbandonati per costruire il bacino del Ferial. Hanno una superficie di 5 ha, lo 0,01% del totale, e si situano intorno al bacino del Ferial.
Zona di uso militare.
La zona di uso militare comprende il poligono di tiro dell'Aviazione, le sue strutture e la balsa de Zapata. È esclusa dal Parco Naturale ed è destinata alla pratica di esercizi di tiro aereo. Ha una superficie di 2.244 ha, il 5,4% del totale. Occasionalmente si sfruttano le parti estreme della zona per l'allevamento.

### Spazi
Tra le diverse "ricchezze" del parco, quella paesaggistica è una delle più importanti; pur non essendo considerato monumento naturale, il Castildetierra rispetta pienamente la Legge Regionale che regola la materia per essere una "formazione geologica unica in Navarra, singolare e di speciale interesse per i suoi valori paesaggistici ed educativi, e per servire da modello per spiegare e ragionare gli alti processi erosivi esistenti nelle Bardenas". Non è solo questo cabezo a risaltare nell'arido paesaggio delle Bardenas, vi sono altri luoghi che hanno una rilevanza speciale. Si stima che con le condizioni meteorologiche normali (quelle che si hanno normalmente) il Castildetierra ha una vita di circa quarant'anni.
I cabezo e cortados sono gli elementi paesaggistici più interessanti di tutto il Parco Naturale. Si situano in tutta la Bardena, ad eccezione del Plano, però soprattutto nella Blanca. I cabezo più importanti sono: Chirimendía, Alto de las Cañas, Punta del Cuervo, Puy Águila e La Gorra e i cortados di Cornialto e La Estroza, nella Blanca Alta e Pisquerra, Angarillones, Rallón, Sanchicorrota, La Junta, Tres Hemanos, Cortinas e Mesalobar nella Blanca Baja. Tra la Blanca e la Negra vi sono: Portal, Chimorra, Cabezo Hermoso, La Nasa, Tres Montes, Cabezo Gancho, San Antón e Monte Olivete. Nella zona sud abbiamo El Aguilar e il Fraile.
I cortados importanti sono: Cornialto e La Estroza nella Blanca Alta, La Ralla nella Baja; Rincón del Bú e il Balcón de Pilatos nella Negra.
Questi elementi hanno interesse paesaggistico ed ecologico, dato che rappresentano un biotopo sfruttato da molte specie, specialmente di rapaci, per nidificare.
I canyon sono un altro elemento rilevante del paesaggio delle Bardenas. Sono grandi solchi scavati dalle acque di scorrimento che formano un'estesa rete per tutte le Bardenas. Costituiscono l'elemento naturale di drenaggio. Sono un rifugio per molte specie e albergano una grande quantità di biotopi. Presentano una biodiversità molto elevata e in essi possiamo trovare da ambienti acquatici con vegetazione palustre a distese di sparto steppico, artemisia herba-alba, rosmarino, paludi salmastre e tamerici.
Il Plano è l'unica zona delle Bardenas che non presenta esempi di questo elemento frutto dell'erosione. I canyon più importanti sono: Agua Salada che attraversa Landazuría e Espartosa; le Cuevas, Bodegas, Morico Judío, del Águila e il canyon del Caldero che sono tributari del canyon Grande o di Limas, il più importante del parco, nella Bardena Blanca che è attraversata anche da quelli del Vedado, Cortinas, Andarraguía, Valfondo, quello del Bú e quello di Tripa Azul. A sud vi sono quelli di Tudela e i suoi tributari della Val de Santa Catalina, della Tejera, Alfarillo e La Junquilla. A sud della Negra vi sono quelli di Valdenovillas, Torres de Leoz e Modorra.

### Riserva della biosfera
Le Bardenas Reales furono dichiarate Riserva della biosfera il 7 novembre 2000 da parte dell'UNESCO. Il territorio della Riserva coincide con quello del Parco Naturale che contiene al suo interno due Zone Speciali di Protezione degli Uccelli e tre Riserve Naturali (comprendendo il Vedado de Eguaras).
Le Bardenas Reales di Navarra sono la diciassettesima Riserva della Biosfera riconosciuta in Spagna e la prima in Navarra. La superficie riconosciuta è di 39.273 ettari.

### Poligono di tiro

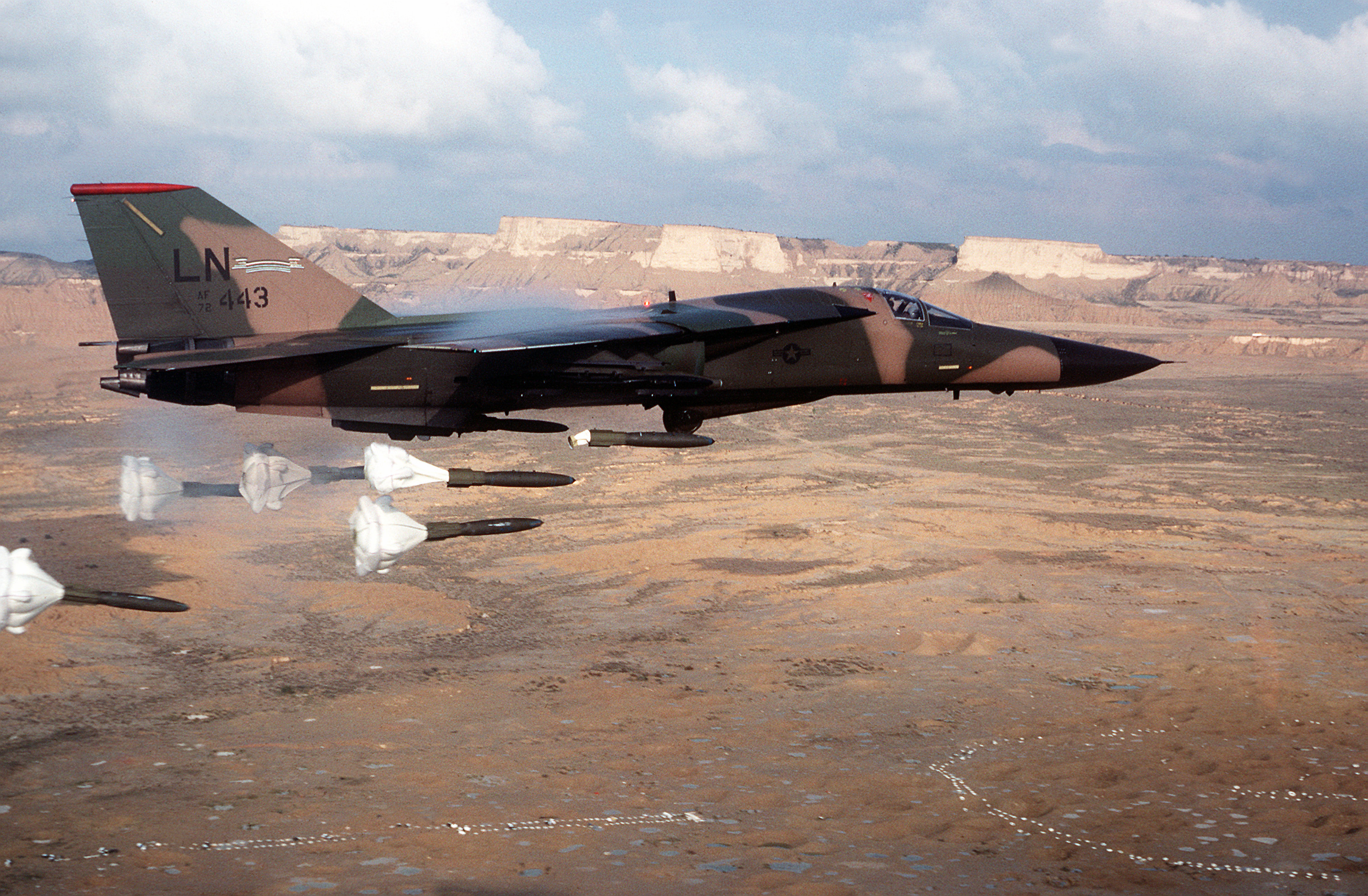
Un General Dynamics F-111F del 494th TFS USAF mentre scarica delle bombe Mk 82 nel Poligono di Tiro di Bardenas (1986).

Al centro del Parco Naturale delle Bardenas Reales, ed escluso da questo, si trova il Poligono di Tiro di Bardenas, un terreno di 2 244 ha usato dall'Ejército del Aire, l'aeronautica militare spagnola. In esso si realizzano prove pratiche di tiro e bombardamento utilizzando bombette per esercizi, che non contengono esplosivi, secondo quanto comunicato dalle Forze Armate. La portavoce dell'Asamblea Antipolígono, Milagros Rubio, afferma che, come minimo, una volta all'anno si realizzano esercizi con bombe dotate di carica.
Il poligono nacque nel 1951 con la firma di un contratto di affitto tra lo Stato e la Comunità delle Bardenas Reales della durata di 25 anni, prorogato nel 1976 fino a giugno 2001 e successivamente prorogato fino al 2008.
Ogni anno, la prima domenica di giugno, si svolge una marcia popolare di protesta contro la presenza militare nelle Bardenas. La marcia è appoggiata da diversi collettivi sociali e partiti politici.

## Le Bardenas e l'uomo
La Bardena ha avuto una relazione peculiare con l'uomo, in essa si sono sviluppate diverse attività che hanno accompagnato l'essere umano a partire dalla preistoria, tra cui: 
- Pastorizia, che è collegata alla transumanza dalle valli pirenaiche.
- Agricoltura, inizialmente di secano e con l'arrivo delle acque dei Pirenei, dal lago di Yesa, irrigua.
- Boscaioli e carbonai, attività vincolate alla produzione di energia ed ai moderni "campi solari"; queste attività sono responsabili, in parte, di aver ridotto alcune parti alla condizione di matorral rastrero y oloroso y aun de calvero desértico.
- Caccia, di qualsiasi tipo e spesso di frodo.
- Raccolta, percorrendo il terreno e i boschi cercando prodotti utili offerti dalla natura, come erbe con proprietà curative, alimenti, materiali da costruzione...
- Bandoleros, rifugiati nel terreno inospitale della Bardena Blanca, vivendo al limite della legge.

Alle attività tradizionali tipiche delle Bardenas vanno aggiunte quelle derivate dalle possibilità moderne. Il turismo e lo sport hanno attirato alle terre delle Bardenas molti uomini e donne che cercano ozio e attività sportive. Non si può dimenticare, tra la gente che frequenta le Bardenas, i militari che occupano e mantengono il campo di tiro aereo.

### Storia
Gli abbondanti siti archeologici trovati all'interno del territorio delle Bardenas confermano la presenza umana nell'Età del Bronzo e nell'Età del Ferro. Le condizioni estreme delle Bardenas non hanno permesso che gli insediamenti preistorici si evolvessero in nuclei di popolazione.
La colonizzazione romana, che vide la valle dell'Ebro come uno dei principali assi di comunicazione, integrò le Bardenas all'interno della sua amministrazione. Le Bardenas si convertirono in frontiera tra regni cristiani e musulmani. La nascita del regno di Pamplona (Pompaelo in latino) prima e del regno di Navarra successivamente, e la guerra di conquista dei regni musulmani, la Reconquista, fece sì che i territori delle Bardenas finissero in mani reali e che fossero ceduti, per il loro sfruttamento, a diverse entità. L'aiuto nelle battaglie prestato dagli abitanti delle valli pirenaiche fu compensato con la cessione, a fini di pascolo dei greggi di pecore in inverno, delle pianure delle Bardenas alle valli di Roncal e Salazar. Questa concessione di privilegi già iniziò sotto il re Sancho García nell'anno 882 a favore dei valligiani di Roncal per l'aiuto nella lotta contro i musulmani. Questo è una prova convincente che già in quest'epoca il territorio delle Bardenas era già definito e che risultasse patrimonio reale.
La Valle di Roncal fu il primo congozante delle Bardenas, presto se ne sarebbero aggiunti altri, con però differenti privilegi e motivazioni. Alcuni avrebbero potuto realizzare lavori agricoli e di allevamento, altri avrebbero potuto utilizzare la legna. Gli obiettivi ricercati dalla corona potevano variare dal pagamento di favori e servizi prestati allo stimolo a insediare nuovi coloni per il ripopolamento delle terre appena conquistate.
L'incorporazione del regno di Navarra in Castiglia non provocò cambi nell'organizzazione delle Bardenas. La titolarità rimase nella Casa Reale, diventata castigliana, e si continuò a dare o rinnovare concessioni. In alcuni casi, come Peralta, Funes e Falces, questi diritti furono comprati dietro pagamento al re.
La necessità di risorse economiche da parte della corona per pagare i costi della Guerra di Successione spinsero i 22 congozantes ad offrire al re (per mezzo del viceré) il pagamento di 9.000 pesos in cambio della cessione perpetua ed esclusiva dello sfruttamento delle Bardenas. Filippo V concesse il diritto perpetuo ed esclusivo il 14 aprile 1705 in cambio del pagamento di 12.000 reales de ocho, alla comunità di congozantes.
Lo sfruttamento fu principalmente per l'allevamento fino all'inizio del XX secolo. Nel 1915 iniziò a cambiare la situazione ed, essendo l'agricoltura l'attività principale, gli Ordinamenti cambiarono per adattarsi alla nuova situazione. Nel 1926 iniziò un pleito che ha per fine la divisione delle Bardenas, en el fondo de ese pleito vi era l'auge dell'attività agricola a scapito dell'allevamento. Il Tribunale Supremo rifiutò qualsiasi possibilità di divisione con sentenza del 1930, zanjando el pleito.
I successivi Ordinamenti, del 1935, così come le modifiche successive, si dedicarono a regolare la relazione degli utenti con le parcelle assegnate e la possibilità di trasmettere in eredità questi diritti. Nel 1965 furono introdotte restrizioni alla pastorizia nei campi di vite e barbabietola e si permise l'uso di recinti e capanne ad ogni utente. Inoltre fu ristretto il diritto di coltivazione al capofamiglia e si permise la trasmissione dei terreni coltivati. Anche i sindaci persero poteri che passarono agli organi di governo della Comunità.
Nel 1967 fu introdotta la norma che gli utenti dovevano risiedere almeno 9 mesi all'anno nei paesi congozantes. Questa norma fu inasprita nel 1969 quando si richiese che dovessero essere residenti da almeno 10 anni per poter esercere il diritto di sfruttamento. Queste misure cercavano di preservare i diritti degli abitanti dei paesi congozantes ed evitarne lo spopolamento. In questo modo coloro che abbandonavano il paese perdevano il diritto di sfruttamento e i nuovi residenti dovevano aspettare 10 anni per ottenerlo.
Nel 1985 fu regolata la coltivazione degli asparagi e se modula la transmisión de intrevivos riconoscendo il diritto di semina a tutti i residenti maggiorenni delle entità congozantes, sopprimendo così la limitazione alla semina da parte del capofamiglia.
Nel maggio 2007 furono introdotti cambiamenti significativi con il cambio delle stagioni di pascolo, che furono fatte coincidere con l'anno naturale, la concessione del diritto di sfruttamento esclusivo ai titolari dei recinti e il permesso di piantare alberi da frutto e olivi. Nella stessa riunione in cui si approvarono le modifiche agli Ordinamenti, si accordò l'installazione di un campo solare in collaborazione con Acciona Solar. Questo fatto diede inizio ad un nuovo utilizzo delle Bardenas che continua così il diritto perduto di raccolta della legna, riconvertendo il territorio delle Bardenas in una fonte di risorse energetiche.

### La Comunità di Bardenas

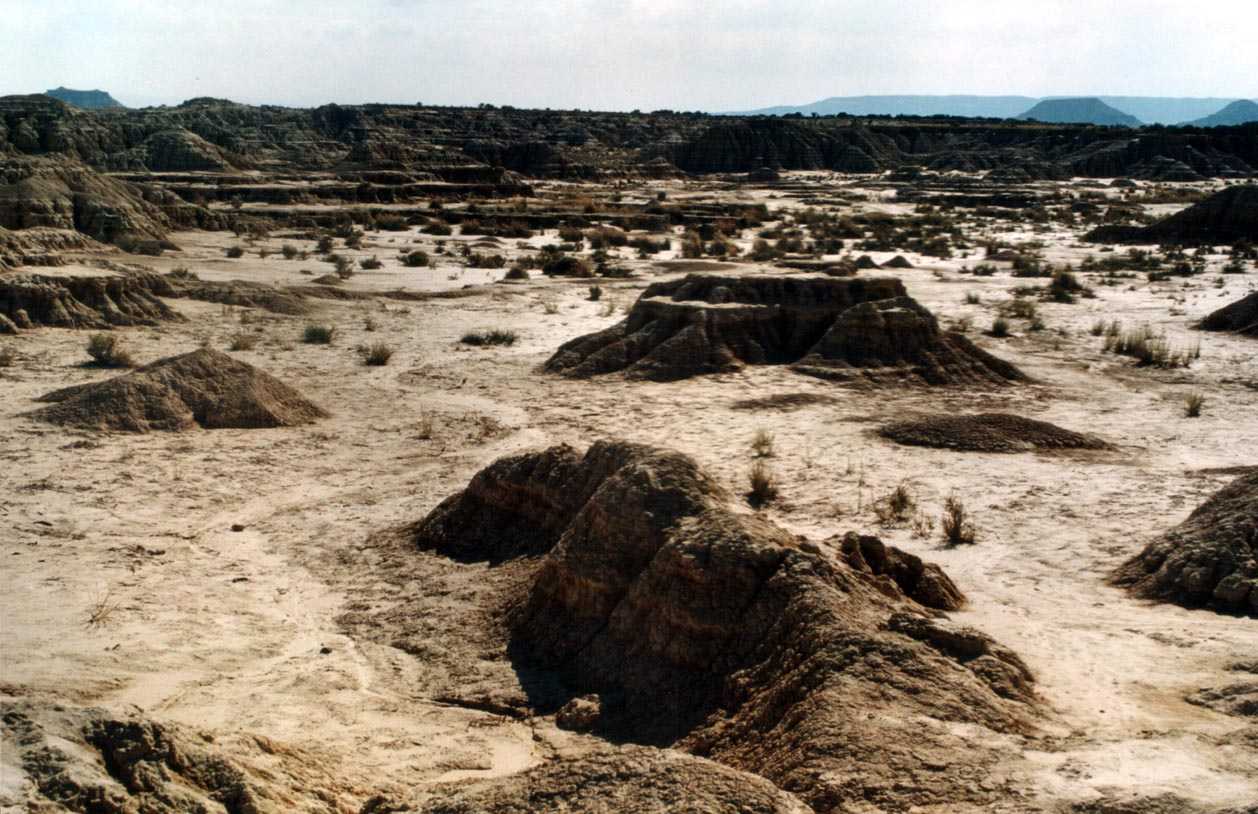
Paesaggio.

La concessione da parte di Filippo V per mezzo della Cellula reale del 14 aprile 1705 costituì un punto di svolta negli aspetti giuridici delle Bardenas Reales. A partire da questo momento i 22 congozantes acquisiscono il godimento in forma generica all'utilizzo ed allo sfruttamento delle Bardenas, non hanno una quota o parte del diritto ma una partecipazione a tutto il diritto. Per gestire questo diritto fu costituita la Comunidad de Congozantes. Prima di questo avvenimento ognuno degli aventi diritto all'utilizzo delle Bardenas lo teneva nella misura concessa dal re in quel momento. La Cellula determina e definisce il numero di membri con diritto e il diritto si estende alla totalità degli utilizzi per tutti. L'ordinanza dice:
Nel 1820 furono approvati i primi ordinamenti della Comunità, in cui si stabilì una certa disciplina tra i suoi componenti, una Giunta o Commissione di Governo e una base di fondi comuni. Gli ordinamenti furono modificati nel 1836 e nel 1840.
Questa comunità è denominata Comunidad de Bardenas che mantiene la giurisdizione civile e criminale sul territorio delle Bardenas e la sua amministrazione.
Storicamente, le giunte della Comunità di Bardenas si celebravano in localitpa Puy Gracía, nel XIX secolo si spostarono alla cappella della Madonna del Yugo e successivamente nella venta de Espartosa. Oggi la sede si trova a Tudela.
La Comunità è retta dagli Ordinamenti Generali, che furono approvate nel 1961 nella giunta generale che si celebrò a Tudela e sono stati modificati in varie occasioni a partire da allora. L'organo di gestione è la Giunta Generale Permanente, costituita da 5 consiglieri e un presidente. La comunità ha sede a Tudela.

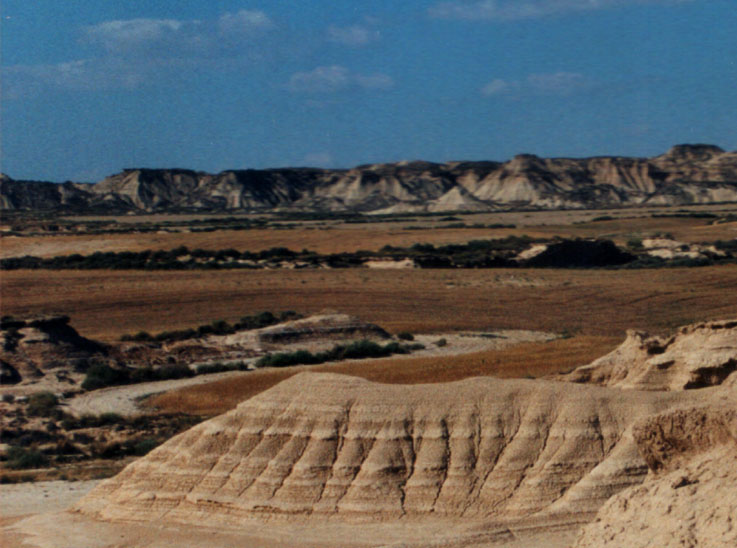

La Comunità di Bardenas è formata da 22 comuni o enti. Questi sono: Tudela, Arguedas, Valtierra, Cadreita, Valle del Roncal, Valle di Salazar, Caparroso, Carcastillo, Buñuel, Cabanillas, Mélida, Villafranca, Monastero di la Oliva, Corella, Milagro, Fustiñana, Santacara, Cortes, Marcilla, Peralta, Funes e Falces.
La Comunità di Bardenas è un ente di Diritto Pubblico con personalità propria. È precedente al Fuero Nuevo ed è citata nella Legge 43. Ebbe una Giunta a partire dalla propria costituzione ed attuò con indipendenza e autonomia, imponendo sanzioni e tributi. Tutto va inteso come difesa e affermazione del diritto di sfruttamento e godimento del territorio delle Bardenas.
Ogni ente congozante ha la stessa importanza all'interno della Comunità, indipendentemente dalle dimensioni o dal numero di abitanti, per cui ogni ente ha un solo voto nella Giunta Generale.

### Concessione dei diritti di sfruttamento
Il territorio delle Bardenas non appartiene a nessun comune, ad eccezione del Vedado de Eguaras che appartiene al comune di Valtierra. Il resto fu proprietà della corona, da cui l'appellativo di Reales ed attualmente è di dominio pubblico essendo proprietà del governo della Navarra.

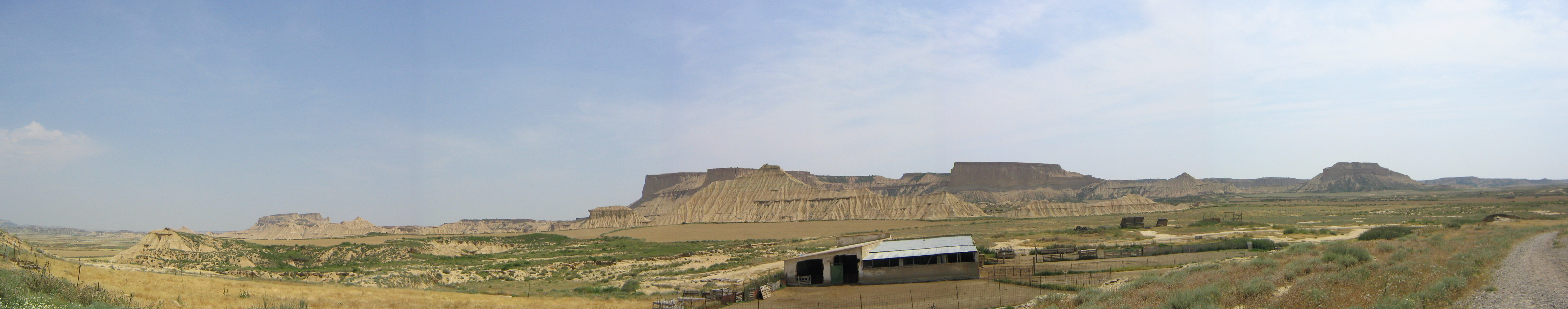
Vista dei cabezo Sanchicorreta, el Rallón e la ralla.

I paesi che la circondano hanno il diritto di sfruttamento delle Bardenas così come il Monastero di la Oliva e le valli di Roncal e Salazar. Questi diritti di sfruttamento sono stati concessi dai re nel corso del tempo e rispondono a diverse cause e obiettivi. Anche i privilegi di sfruttamento dono diversi, alcuni permettono che le greggi di pecore possano pascolare e svernare, come quelli garantiti alle valli del nord della Navarra, altri permettono di far legna o coltivare.
Ripopolamento dopo la conquista contro i musulmani.
Dopo la conquista da parte del regno di Nájera-Pamplona (posteriormente Regno di Navarra) dei terreni delle Bardenas e delle zone circostanti, furono concessi vari favori e diritti ai villaggi vicini al fine di attirare abitanti per ripopolarli. I paesi che godono di questi diritti per questo motivo sono:
- Valtierra, dato da Alfonso il Battagliero nel 1117 nel Fuero di Sobrarbe.
- Arguedas, dato dai re di Navarra e Aragona Don Sancho e Don Ramiro nel 1092 nel Fuero de Arguedas.
- Tudela, diritto acquisto con la concessione del Fuero di Sobrarbe.
- Cadreita, diritto acquisto con la concessione del Fuero di Sobrarbe.

Per il pagamento di servizi alla Corona.
Come pagamento di servizi alla Corona o per la partecipazione in diverse guerre, i re concedevano favori di sfruttamento e utilizzo. I paesi o istituzioni che acquisirono il diritto in questo modo sono:
- Valle del Roncal, per concessione di Sancho García nell'anno 882.
- Valle di Salazar, per concessione del re Giovanni III nel 1502.
- Caparroso, per concessione della regina Eleonora nel 1472.

Per ratifica di privilegi e costumi.
Molti paesi e organismi acquisirono il diritto di sfruttamento per la ratifica di costumi e privilegi che venivano da tempi anteriori, tra cui risaltano:
- Carcastillo, per dichiarazione del principe di Viana nel 1443.
- Bruñel, per conferma di sentenza nel 1514.
- Cabanillas, per conferma di sentenza nel 1541.
- Mélida, per concessione del governatore del regno Francisco de Robray e confermato dai re Giovanni III e Caterina nel 1498.
- Villafranca, per dichiarazione del principe di Viana nel 1443.
- Monastero di la Oliva, per dichiarazione del principe di Viana nel 1443.

Come contropartita di donazioni economiche alla Corona.
Normalmente in epoche di alte spese, soprattutto in tempo di guerra, i paesi e le città del regno solevano prestare o donare denaro contante alla Corona. Come contropartita, questa concedeva loro diritti di sfruttamento delle Bardenas Reales. I paesi che acquisirono così i diritti di sfruttamento sono:
- Corella, per concessione di Filippo IV nel 1630.
- Milagro, per concessione di Filippo IV nel 1650.
- Fustiñana, per concessione di real despacho di Filippo IV nel 1664.
- Santacara, per concessione di real despacho di Filippo IV nel 1664.
- Cortes, per concessione di real despacho di Filippo IV nel 1664.
- Marcilla, per concessione di real despacho di Filippo IV nel 1665.
- Peralta, per concessione di real despacho di Filippo IV nel 1693.
- Funes, per concessione di real despacho di Carlo II nel 1693.
- Falces, per concessione di real despacho di Carlo II nel 1693.[11]

### Gli Ordinamenti

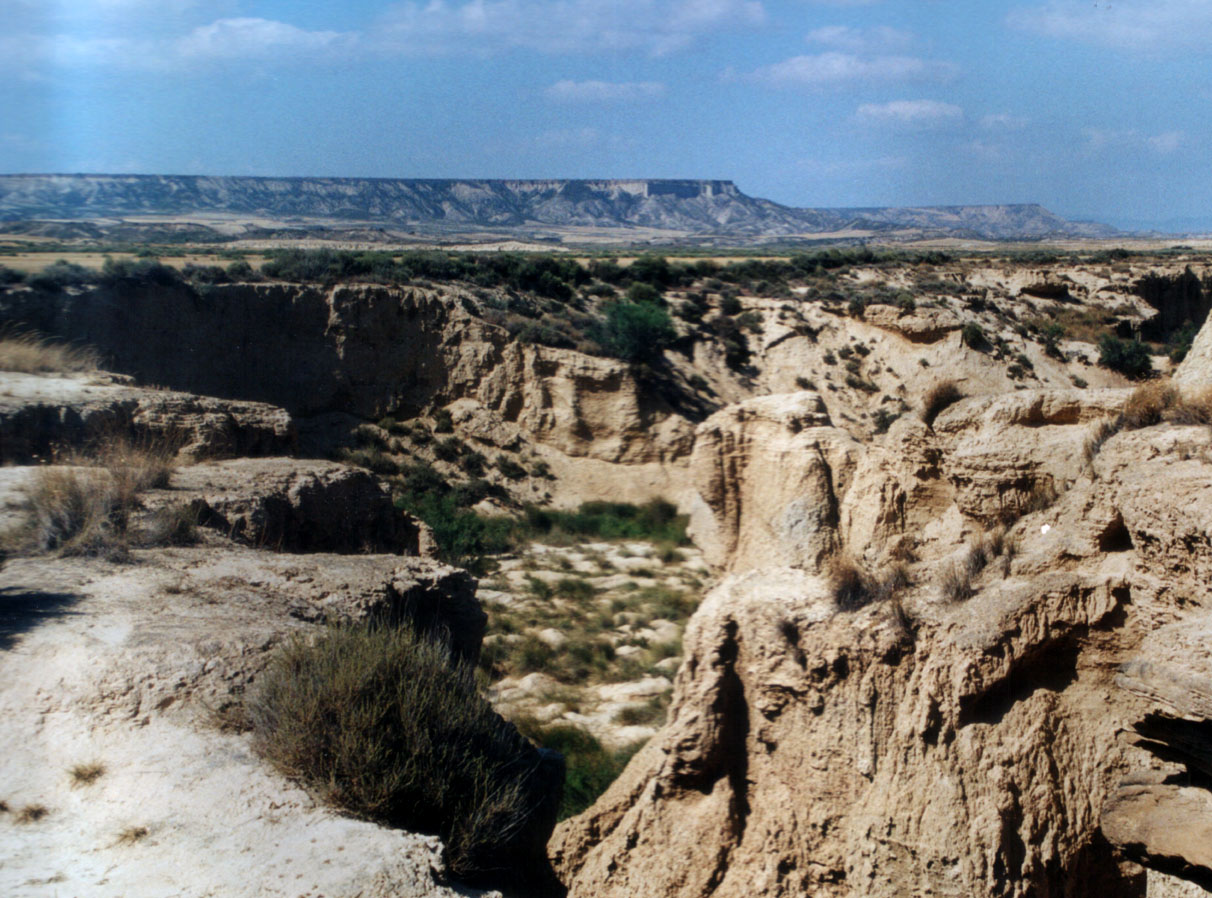

La Comunità di Bardenas è retta per mezzo delle Ordinanze. Queste sono il corpo normativo che stabilisce le norme che regolano lo sfruttamento e l'utilizzo. Sono la norma regolatrice di questi diritti nel territorio di Bardenas. Gli Ordinamenti, come altri diritti spagnoli, hanno base di diritto nelle consuetudini. Le consuetudini sono ciò che ha marcato le formule di autogoverno e la configurazione degli organi stessi della Comunità.
È notevole il primato del settore dell'allevamento dentro la Comunità. Nel corso del XIX secolo, l'unico sfruttamento in atto fu l'utilizzo dei pascoli. All'inizio del XX secolo iniziò lo sfruttamento agricolo con l'aratura di buona parte delle terre. Questo cambio influenzò la modifica degli Ordinamenti del 1915 e del 1926. Tra il 1926 e il 1930 si ebbe il cosiddetto pleito di divisione delle Bardenas che contrappose i paesi di allevatori con quelli di agricoltori. Nel corso del XX secolo cambiò l'egemonia quando gli agricoltori ottennero maggior peso che gli allevatori risultando nella riforma del 1935.
Gli Ordinamenti del 1961 e le modifiche del 1967, 1969 e 1985 si basano sulla relazione dell'utente con la terra e include il diritto ereditario e la trasmissione tra vivi, dove si può profilare chi sarà il successore del diritto a qualsiasi appezzamento. Gli Ordinamenti cambiano gli sfruttamenti a favore degli abitanti dei paesi congozantes. Gli Enti congozantes lo sono nella misura dello sfruttamento da parte dei propri abitanti, che fa sì che lo sfruttamento individuale è indissolubile e indissociabile dai paesi che determina e costituisce uno sfruttamento individuale non collettivo. L'ultima riforma dell'Ordinamento risale al 1997.
Il Fuero Navarro riconosce alla Giunta o Comunità di Bardenas Reales personalità giuridica propria e lascia alla stessa la creazione dei propri organi che arriva a oggi con un sistema tipico di entì locali di carattere comunitario. Gli Ordinamenti attuali segnalano i seguenti organi della Comunità: la Giunta Generale, la Commissione Permanente ed il Presidente.
La Giunta Generale è composta dai rappresentanti degli Enti congozantes, un membro per ciascuno di essi. Il membro rappresentante deve essere residente nel paese o valle che rappresenta. Nel caso del monastero di la Oliva, il rappresentante è il Padre Abate.
Ogni rappresentante ha diritto a un voto e le riunioni si celebrano a Tudela. È la Giunta Generale ad avere la capacità normativa dell'Ordinamento, l'approvazione ed esecuzione del budget e dei conti così come la riscossione dei canoni.
I consiglieri, che compongono la Commissione Permanente, sono eletti dalla Giunta Generale. Questa Giunta Permanente è composta da 7 membri ed è incaricata dell'amministrazione ordinaria della Comunità. Il presidente della Commissione Permanente è designato dalla Giunta Generale tra i consiglieri della stessa.
Gli Ordinamenti impongono la costituzione di una Giuria costituita da tre membri, il presidente e due consiglieri che sono designati dalla Giunta Generale. Uno dei consiglieri deve rappresentare gli allevatori e l'altro gli agricoltori. Il presidente deve essere membro della Giunta Permanente.
Gli stessi Ordinamenti sono fonte di diritto e sono soggetti al principio di gerarchia normativa. Le leggi che regolano le relazioni delle Bardenas Reales vengono recepite dagli Ordinamenti. Questo fa sì che le uniche norme e leggi che valgono nelle Bardenas Reales sono i suoi Ordinamenti.
La Comunità è inserita nell'organigramma giuridico amministrativo della Comunità Foral di Navarra come un ente locale tradizionale regolata dai propri Ordinamenti, e in assenza di questi dalla normativa generale.

### Utilizzi delle Bardenas
Gli utilizzi e sfruttamenti delle Bardenas sono cambiati nel tempo. Se nel XIX secolo l'allevamento era l'utilizzo principale e nel XX secolo lo era l'agricoltura, nel XXI secolo il turismo e le attività ludico-sportive sono entrati con forza.

#### Utilizzo agricolo

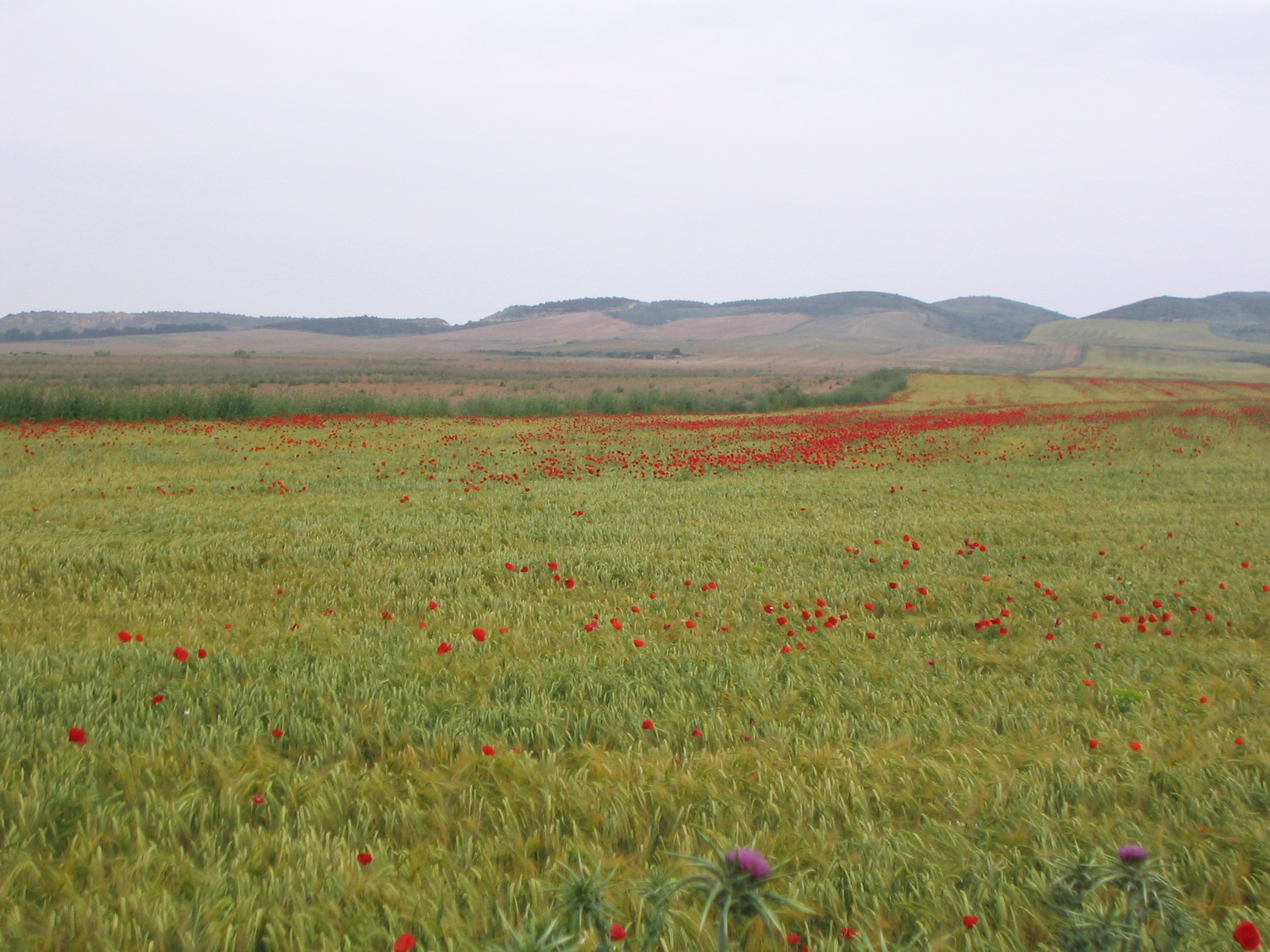
Coltivazioni di cereali nelle Bardenas.

L'importanza dell'agricoltura nelle Bardenas è molto alta, attualmente è l'attività più rilevante. Già la Real Célula del 1705 citava il diritto alla semina, anche se questo non fu introdotto negli Ordinamenti fino al 1849. Il primo riferimento all'agricoltura risale al 1771, però non quantifica la superficie seminata. Nel 1888 si sa che erano coltivati 3.232 ha e nel 1920 12.464 ha. È dal 1915 che l'agricoltura inizia a superare l'allevamento
Le modifiche degli Ordinamenti che si sono realizzate nel XX secolo hanno regolato l'utilizzo agrario del territorio.
Nelle Bardenas l'agricoltura è a secano ed irrigua. Le coltivazioni a secano occupano un'estensione maggiore e si estendono anche al Parco Naturale. Si dedicano principalmente a cereali invernali, orzo e grano, e si realizzano ad anni alterni (si coltiva un anno sì un anno no); si coltivano inoltre asparagi e vigne.
L'irrigazione, che si realizza con acqua proveniente dai Pirenei, in particolare dal bacino di Yesa, sono molto più limitati in estensione e la produzione è simile a quella delle terre lungo l'Ebro. Nella modifica agli Ordinamenti del 2007 si introduce la semina di alberi da frutto e olivi.

#### Utilizzo per l'allevamento
Attualmente, dopo che nel XIX secolo fosse lo sfruttamento più rilevante, l'allevamento sta venendo soppiantato dall'agricoltura.
Vi sono tre temi differenti nello sfruttamento allevamentizio: la durata dell'esclusione dal pascolo, che ha passato dai 120 giorni del 1820 ai 79 giorni del 1969; lo sfruttamento dello sterco, che è limitato ai paesi congozantes essendo proibita la vendita all'esterno e l'utilizzo dei recinti, che passa dall'aver diritto prioritario chi li costruisce (1926) per uso personale al permettere la trasmissione (1961).
Le valli pirenaiche hanno utilizzato le Bardenas da molto tempo prima. Quando nell'anno 882 si concede alla valle del Roncal il diritto di sfruttamento, questo era già in corso. Si sa che all'inizio dell'età Moderna pascolavano nelle Bardenas, di forma transumante, fino a 300.000 pecore e capre anche se la cifra è andata diminuendo nel tempo. A metà del XIX secolo erano già la metà anche se bisognava aggiungere 2.000 capi di bovini.
Per stimare il numero di capi di bestiame bisogna verificare le informazioni provenienti dal pagamento delle tasse calcolate sulla base dei capi che pascolano nei terreni delle Bardenas, questa particolarità può far sì che i dati siano inferiori alle cifre reali. Vi sono due stagioni di pascolo per cui bisogna pagare una certa cifra per capo. Questa cifra dipende dal tipo di animale e dalla stagione, La prima stagione va dal 18 settembre al 30 novembre di ogni anno e la seconda dal 1º dicembre al 30 giugno dell'anno successivo. Tra le due si apre un divieto estivo di pascolo che va dal 1º luglio al 17 settembre. La modifica degli ordinamenti del maggio 2007 elimina le stagioni di pascolo riducendole a un'unica stagione coincidente con l'anno naturale. Viene mantenuto il divieto di pascolo dal 25 giugno al 17 settembre. L'utilizzo dei recinti rimane in esclusiva ai titolari.
Si stima che pascolano nelle Bardenas circa 83.877 capi di bestiame ovino e caprino nella prima stagione e 52.390 nella seconda, a cui bisogna aggiungere circa 311 capi di bestiame bovino nella prima stagione e 375 nella seconda.
I congozantes più relazionati con l'allevamento sono gli abitanti delle valli pirenaiche. Storicamente, quasi la metà del bestiame apparteneva a questi congozantes che arrivano in transumanza a questi pascoli per passare l'inverno. La strada entra da El Paso. Normalmente rimangono sette mesi. Una jota di Valtierra canta così il soggiorno:
A la Bardena de rey

Ya vienen los Roncaleses

A comer migas con sebo

Por lo menos siete meses.

#### Utilizzi turistici, sportivi e altri usi

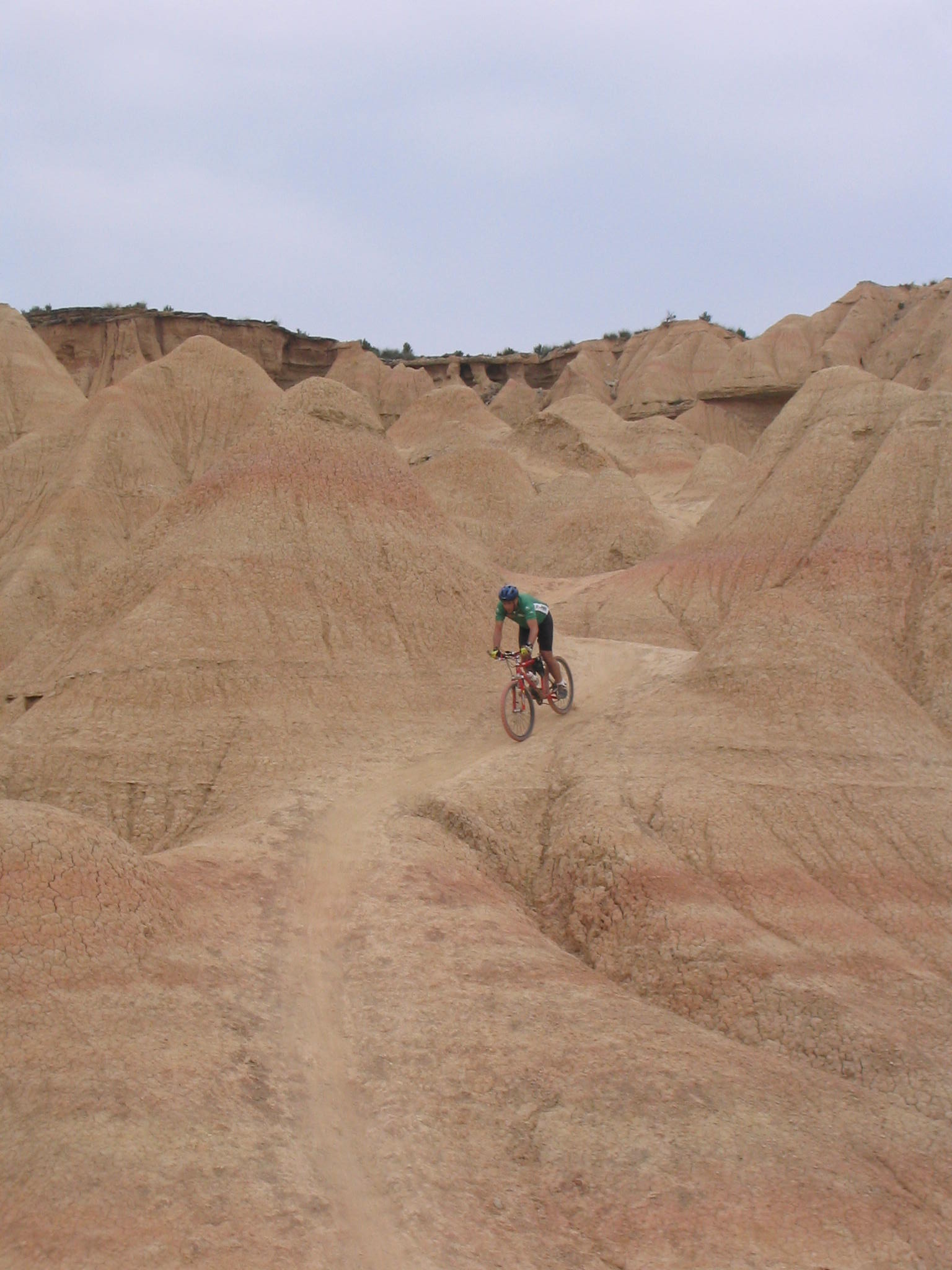
Paso del Ciervo, uno dei più famosi percorsi in mountain-bike.

Tra i nuovi utilizzi delle Bardenas esiste lo sfruttamento turistico e sportivo che sta diventando importante grazie alla diffusione degli sport di avventura.
La singolarità, il paesaggio e la ricchezza naturale delle diverse aree protette attirano molte persone per realizzare differenti attività. Queste attività hanno sviluppato una certa infrastruttura d'impresa e alberghiera nei paesi vicini.
Esistono vari itinerari realizzabili con differenti mezzi, a piedi, in mountain bike o in jeep. Queste attività sono limitate dalla normativa del Parco Naturale. Viene limitato l'orario di visita, ed è proibito passare la notte all'interno del parco. È vietato uscire da sentieri e strade, parcheggiare veicoli, circolare in gruppi di più di tre veicoli, non si può scalare né campeggiare né accendere fuochi; qualsiasi produzione fotografica o cinematografica di carattere commerciale deve essere autorizzata previamente.
Uno dei principali eventi relazionati con turismo e sport che viene organizzato nelle Bardenas è la prova extreme bardenas
che si disputa nel mese di giugno ed è organizzata dal club ciclista arguedano. I visitanti giungono dai siti più disparati, dalla stessa Navarra alle comunità autonome limitrofe ed anche da paesi stranieri, soprattutto dalla Francia.
L'utilizzo delle Bardenas per il rodaggio di film e spot pubblicitari è molto comune. Il paesaggio singolare viene scelto come ambientazione di molti film e spot.
Nel maggio del 2007 si installò nelle Bardenas un campo solare, un nuovo sfruttamento del territorio in relazione con l'antica raccolta della legna, entrambi fonti di energia.

## Castelli, cappelle e banditi

### I castelli e le cappelle
La posizione delle Bardenas sulla frontiera del regno di Navarra, prima con i regni musulmani e poi con quelli di Castiglia e Aragona propiziò la costruzione di castelli nel suo territorio per la difesa della Navarra. Nella documentazione esistente sulle Bardenas Reales si citano vari castelli, di cui attualmente rimangono alcuni resti. I castelli sono mi seguenti: Aguilar, La Estaca, Mirapex o Mirapeix, Peñaflor, Peñaredonda, Sanchicorrota e Sancho Abarca.
Le rovine del castello di Peñaflor, situato nel Vedado de Eguaras, ci danno l'idea di quelle costruzioni che erano solitamente molto semplici, una torre principale, il dongione, circondata da mura con alcune torri secondarie. Queste costruzioni risalgono al XIII secolo, ai tempi di Sancho il Forte.
Questo castello riceve anche il nome di Doña Blanca de Navarra per via della leggenda che racconta che questa dama fu ivi rinchiusa a pane e acqua quando si negò a sposarsi con il principe d'Aragona. Le pene di Blanca de Navarra furono mitigate da un pastore di Valtierra che le portava segretamente latte e formaggio. Quando la principessa uscì dalla prigione regalò, come ringraziamento, tutte le terre che circondavano il castello a chi la aveva aiutato. Si dice che per questo motivo questi terreni appartengono al comune di Valtierra rimanendo separati dal resto delle Bardenas.
Le cappelle non si situano nel territorio delle Bardenas ma intorno allo stesso. Nella parte alta della sierra del Yugo, che delimita le Bardenas a ovest, si trova la cappella della Vergine del Yugo. Risale al XVII secolo e il retablo è di stile barocco. È il santuario mariano più importante e alla sua Madonna si dà il nome di Virgen Bardenera. Tra il 1820 e il 1858 fu sede delle Giunte Generali delle Bardenas. La posizione, sopra la Bardena Blanca, offre una vista privilegiata su tutto il Parco Naturale.
Esistono altre tre cappelle importanti, quella di Sancho Abarca che si situa nel comune di Tauste situata sulla cima di un rilievo sul confine sudorientale della Bardena Negra, quella di Santa Margherita di cui solo rimangono pochi resti. In essa praticavano le proprie obbligazioni religiose i pastori delle valli pirenaiche. Dipendeva da Santa Maria Maddalena di Tudela e nel 1230 la sposa del re Tebaldo I, la regina Margherita, fondò una confraternita.
L'ultima cappella è quella di San Gregorio (di cui rimangono alcune pareti), sita nel monte omonimo, presso il km 3 della strada Tudela - Cabanillas.

### I banditi

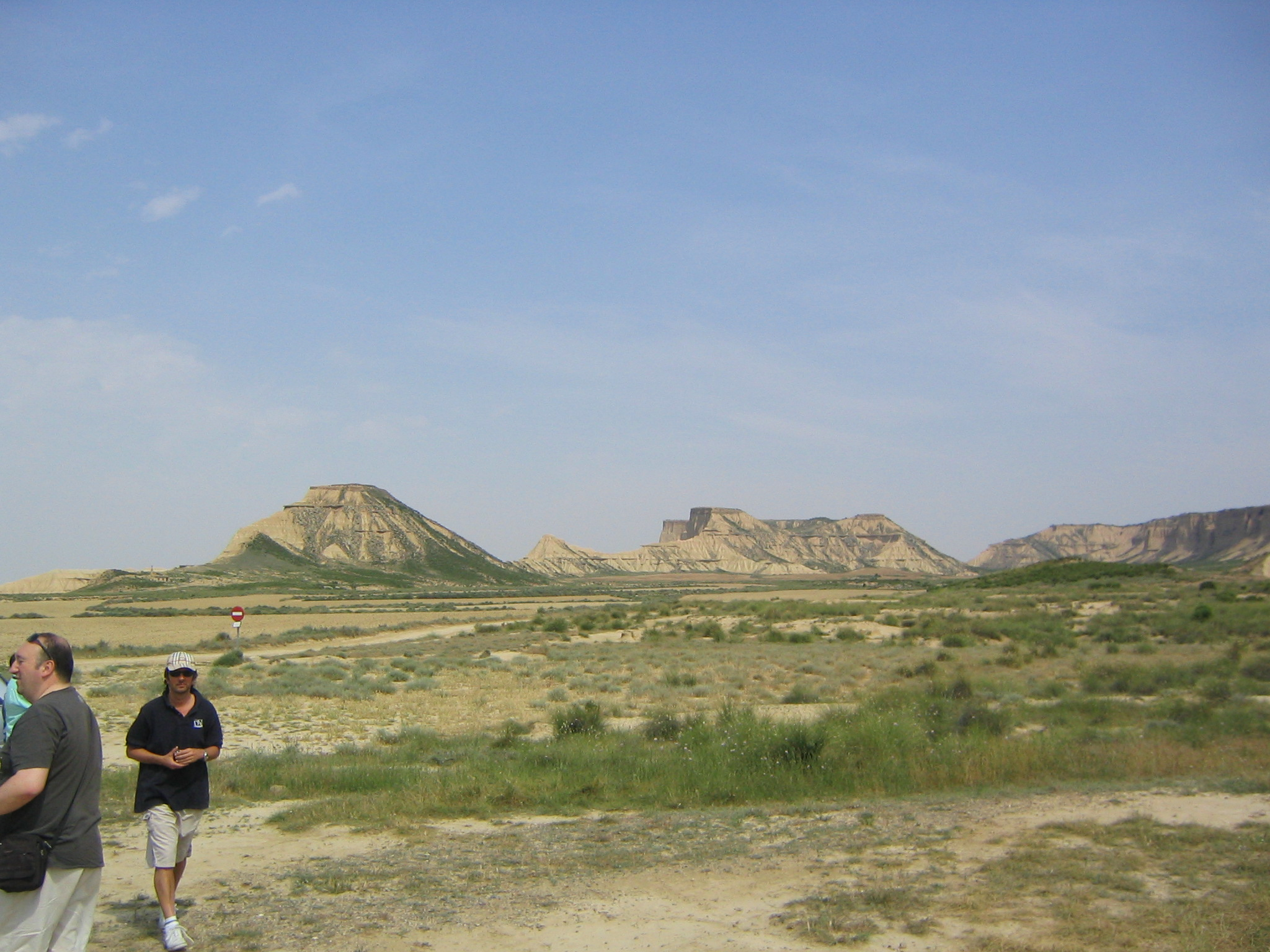
Il Cabezo Sanchicorrota, il primo a sinistra, dove il bandito manteneva il suo rifugio.

L'isolamento delle terre delle Bardenas ha favorito il fatto che vi si rifugiassero molti latitanti. Il bandito più famoso è, senza dubbio, Sanchicorrota, il cui nome reale era Sancho Rota, vissuto nel XV secolo durante la guerra tra Agramontesi e Beamontesi. La sua influenza si estese non solo nelle Bardenas ma anche a tutti i paesi vicini.
Per farla finita con Sanchicorrota il re Giovanni II organizzò, nel 1452, una battuta di più di 200 cavalieri che accerchiarono il bandito e annientarono le sue sentinelle ma non poterono prenderlo vivo dato che, vedendosi circondato, Sanchicorrota si suicidò. Il cadavere fu esposto al pubblico nei paesi circostanti.
Sanchicorrota aveva la sua base nella caverna che si trova nel cabezo che porta il suo nome. La caverna è artificiale, come molte situate nella zona dell'Ebro, e, secondo quanto racconta la leggenda, fu costruita da alcune persone del posto su ordine del bandito che, per mantenere il segreto, li assassinò. Si dice anche che i suoi cavalli fossero ferrati al contrario per confondere gli inseguitori.
Il banditismo continuò fino al XIX secolo in cui si ha notizia di un certo Moneos.